# Système électoral
Vous lisez un « article de qualité » labellisé en 2008.
- Scrutin uninominal majoritaire à un tour
- Scrutin uninominal majoritaire à deux tours
- Vote alternatif
- Scrutin majoritaire plurinominal ou mixte majoritaire uninominal et plurinominal
- Scrutin de liste majoritaire ou mixte majoritaire uninominal et majoritaire de liste
- Vote unique non transférable
- Vote cumulatif modifié
- Scrutin binominal
- Scrutin proportionnel plurinominal
- Scrutin à vote unique transférable
- Scrutin proportionnel avec bonus à la liste en tête
- Système mixte avec compensation (scrutin majoritaire uninominal à un tour et proportionnel plurinominal)
- Système mixte avec compensation (scrutin majoritaire uninominal à deux tours et proportionnel plurinominal)
- Système mixte sans compensation (scrutin majoritaire uninominal à un tour et proportionnel plurinominal)
- Système mixte sans compensation (scrutin majoritaire uninominal à deux tours et proportionnel plurinominal)
- Système mixte sans compensation (scrutin majoritaire plurinominal ou de liste et proportionnel plurinominal)
- Système mixte sans compensation (vote unique non transférable et proportionnel plurinominal)

Système électoral utilisé pour élire la chambre basse par pays.
Système majoritaire
Scrutin uninominal majoritaire à un tour
Scrutin uninominal majoritaire à deux tours
Vote alternatif
Scrutin majoritaire plurinominal ou mixte majoritaire uninominal et plurinominal
Scrutin de liste majoritaire ou mixte majoritaire uninominal et majoritaire de liste
Système semi-proportionnel
Vote unique non transférable
Vote cumulatif modifié
Scrutin binominal
Système proportionnel
Scrutin proportionnel plurinominal
Scrutin à vote unique transférable
Système mixte
Scrutin proportionnel avec bonus à la liste en tête
Système mixte avec compensation (scrutin majoritaire uninominal à un tour et proportionnel plurinominal)
Système mixte avec compensation (scrutin majoritaire uninominal à deux tours et proportionnel plurinominal)
Système mixte sans compensation (scrutin majoritaire uninominal à un tour et proportionnel plurinominal)
Système mixte sans compensation (scrutin majoritaire uninominal à deux tours et proportionnel plurinominal)
Système mixte sans compensation (scrutin majoritaire plurinominal ou de liste et proportionnel plurinominal)
Système mixte sans compensation (vote unique non transférable et proportionnel plurinominal)
Autre
Méthode Borda modifiée
Pas d'élections directes
Pas d'informations

Le système électoral, mode de scrutin, système de vote ou régime électoral, désigne tout type de processus permettant l'expression du choix d'un corps électoral donné, souvent la désignation d'élus pour exercer un mandat en tant que représentants de ce corps (élection), ou moins souvent le choix direct (référendum) d'une option parmi plusieurs.
Dans le cadre d'élections, les systèmes électoraux sont soit des scrutins utilisant la règle de la majorité, dits scrutins majoritaires, soit des systèmes cherchant à représenter plus ou moins fidèlement le vote des électeurs via le principe de la représentation proportionnelle, soit des systèmes mixtes alliant ces deux types de système. Différents modes de scrutin peuvent donner des résultats très différents, en particulier dans les cas où il n'y a pas de préférence clairement majoritaire en faveur d’une seule et même option. À ce jour, plusieurs systèmes sont en vigueur ou proposés.
Un système électoral est une méthode de transformation des suffrages en élus qui n'est pas sans influence sur la façon de « faire de la politique » par les parties en présence, les systèmes d'alliances, l'organisation des campagnes électorales, ou le résultat. « Il constitue aussi un facteur important d'orientation positive du vote populaire, puisque sa logique et sa dynamique […] influencent de façon souvent déterminante le choix de l'électeur ». L'importance que revêt cet aspect du vote dans un système politique justifie que de nombreux théoriciens se soient penchés sur les modes de scrutin, leurs effets et leur fonctionnement. Leur étude, qualifiée de théorie du vote dans le jargon anglophone, est une discipline du droit constitutionnel qui entre en relation avec la science politique et les mathématiques.
Des aspects indépendants du fonctionnement des modes de scrutin mais entrant fatalement en relation avec lui, tels la procédure électorale (décompte, scrutin, etc.), le corps électoral, l'éligibilité et le poids attribué à chaque vote sont traités par ailleurs.

## Modalités d’expression du corps électoral
L’exercice par les citoyens, formant le corps électoral, de leur droit de suffrage permet d’assurer la représentation du peuple ou de sa volonté. 
Le résultat d’une élection peut être d'un seul gagnant, ou de plusieurs gagnants comme pour l'élection d'une assemblée délibérante. Le système électoral peut également fixer de quelle manière le nombre de voix est réparti entre les électeurs, et la façon dont les électeurs sont divisés en sous-groupes (circonscriptions géographiques, tribus ou nation traditionnelles…) dont les voix sont comptées indépendamment. Le suffrage est donc conditionné par un certain nombre de règles, qui déterminent les électeurs et les mécanismes relatifs à l’expression de leur vote. En cas d'égalité entre deux candidats, les démocraties occidentales recourent à différentes pratiques pour les départager : pile ou face ou tirage à la courte paille dans de nombreux pays notamment anglo-saxons, victoire au bénéfice du plus âgé en France (logique gérontocratique), ou par tirage au sort manuel en Suisse.

### Dispositions relatives à l'exercice du droit de vote
Le droit de vote a longtemps été censitaire, dans les premières démocraties représentatives à proprement parler, avant de devenir universel, très souvent pour les seuls hommes. Les femmes ont été intégrées aux corps électoraux souvent tardivement, et il faudra attendre la fin de la Première Guerre mondiale pour voir le droit de vote des femmes devenir la règle dans une majorité de démocraties représentatives. La modernisation de ces démocraties a aussi permis un abaissement progressif de la majorité électorale, ainsi que l'intégration des résidents étrangers aux corps électoraux de certains pays, tout particulièrement pour des scrutins locaux. C'est d'ailleurs la règle dans le cadre de l'Union européenne, où tout résident ayant la nationalité d'un pays membre peut prendre part aux élections européennes et municipales s'il réside dans un autre pays de l'Union que le sien. La désignation de représentants du peuple revêt une telle importance qu'elle justifie également que seuls des citoyens responsables puissent y participer, ce qui peut impliquer le retrait du droit de vote aux personnes condamnées par la justice. Les systèmes électoraux ont toujours pu fonctionner indépendamment de ce type de considérations propres au seul problème du droit de vote.
L’environnement dans lequel une élection a lieu n'est généralement pas considéré comme faisant partie du mode de scrutin. Ce sont des aspects traités par les procédures électorales et l'organisateur des élections. Par exemple, si un système électoral spécifie le mode de répartition des votes de manière abstraite, il ne précise pas si la réalité physique du scrutin (l’acte de voter) prend la forme d'une feuille de papier ou d’un écran d'ordinateur, si ou comment les votes sont tenus secrets, comment vérifier qu'ils soient comptabilisés correctement, quel jour ou dans quel lieu se déroule le vote, comment s'opère la vérification de l'identité du votant et du respect du nombre de n auquel il a droit, etc.

### Les circonscriptions

Carte des circonscriptions législatives de France en 2007.

Une circonscription électorale est une division géographique des votants. Chaque circonscription se voit affecter un ou plusieurs représentants (ou "sièges" à pourvoir) et les électeurs ne pourront choisir qu'entre les candidats (ou les listes de candidats associés) qui se présentent dans leur circonscription.
Ce genre de découpage géographique est utilisé pour les élections à une très grande majorité d'assemblées délibérantes.
En pratique cela donne lieu à l'organisation d'autant de scrutins différents qu'il y a de circonscriptions, en général simultanément, pour élire plusieurs personnes dans les mêmes conditions et pour exercer la même fonction. C'est pour cela qu'on parle d'élections législatives (ou sénatoriales, générales, municipales, régionales, etc.), mais d'élection présidentielle (sans 's'), où il est question de n'élire qu'une seule personne dans un même espace géographique.

### L'effet de seuil
Le cumul des voix pour un parti sur l'ensemble du territoire n'est pas possible car il y a des élections séparées. La subdivision d'un territoire en circonscriptions crée un phénomène de seuil, entrainant certains votes qui auraient entraîné à l'attribution de sièges sans circonscription, à ne plus en attribuer.
Par exemple, lorsqu'il y a un seul siège à pourvoir par circonscription, le siège peut être remporté :
- les votes allant aux candidats perdants de la circonscription sont perdus alors qu'ils auraient pu constituer un siège en les cumulant à ceux d'autres circonscriptions.
- les nombreux votes qui offrent une large victoire au candidat gagnant sont en quelque sorte « gaspillés » , alors qu'ils auraient pu apporter un appoint décisif dans d'autres circonscriptions.

Cet effet de seuil évolue selon le nombre de circonscriptions et le nombre de sièges par conscription :
- plus il y a de circonscriptions, plus il y a de seuils à affranchir (un par circonscription) et plus l'effet de « seuil » joue.
- contrebalancé par : plus il y a de sièges par circonscriptions, plus l'on se rapproche d'un scrutin proportionnel et moins l'effet de « seuil » joue.

#### Découpage et surreprésentation
Le découpage en circonscriptions d'un territoire pose à la fois :
- le problème du poids relatif de chaque circonscription ;
- le problème de la représentativité des différents courants d'opinion.

Un découpage électoral équilibré permet d’organiser un scrutin juste et honnête, ce qui justifie l’intervention d’un contrôle juridictionnel attentif. En effet, si l’arbitraire devait procéder au découpage des circonscriptions, certains pourraient en profiter pour découper les circonscriptions de manière déloyale dans le seul but d’aller dans le sens des intérêts de leur famille politique. Ainsi, en 1812, Elbridge Gerry, gouverneur du Massachusetts, avait-il découpé les circonscriptions de son État afin d’assurer une victoire aussi large que possible à ses partisans pourtant moins nombreux que ses adversaires. Cette technique purement politicienne, baptisée depuis lors « gerrymandering », fait l’objet d’une vigoureuse et quasi unanime dénonciation.
Mais même en dehors de toute tentative malhonnête de déformation des résultats de la part de dirigeants politiques peu scrupuleux, il peut arriver qu’un découpage électoral, juste lors de sa réalisation, finisse par devenir, au fil du temps, un foyer de surreprésentation ou de sous-représentation pour certains électeurs ; les mouvements de population sont généralement à l’origine de pareils phénomènes. Il peut dès lors être dans l’intérêt de la majorité politique alors au pouvoir de ne procéder à aucun redécoupage des circonscriptions, dans un souci de garder un avantage technique sur l’opposition, ou à l'inverse de procéder rapidement à celui-ci.
Le découpage des circonscriptions est à cet effet examiné avec attention par l'autorité électorale compétente (en France, par le Conseil Constitutionnel notamment) dans le but de limiter d’éventuelles atteintes à la sincérité ou équité du scrutin. Une solution partielle pour tenir compte des différences de populations entre circonscriptions consiste à pondérer le vote des élus dans les assemblées : une personne élue dans une circonscription de 200 000 habitants aura une voix double par rapport à celle élue dans une circonscription de 100 000 habitants.

## Les différents modes de scrutin et systèmes électoraux
Comme le dit métaphoriquement Michel Hastings, les systèmes électoraux permettent « la transmutation des voix en sièges, moment alchimique où le choix de l'électeur se métamorphose en représentant élu, comme le vil plomb en or ». On distingue généralement trois grandes « familles » de systèmes électoraux (ou modes de scrutins).
- La première regroupe les modes de scrutin majoritaire, régis par la logique du vae victis, « malheur au vaincu » en latin : « le vainqueur gagne tout », autrement dit le candidat ou la liste de candidats arrivé premier est le seul représenté.
- La seconde regroupe les modes de scrutin proportionnel, qui s'efforcent d'attribuer des représentants à toutes les formations politiques en fonction de leurs résultats respectifs.
- Enfin la famille des scrutins mixtes regroupe tous les systèmes électoraux combinant les effets des systèmes issus des deux autres familles.

Les modes de scrutin en vigueur dans les différentes Nations sont extrêmement nombreux et variés à tous points de vue. Cela se doit à une pluralité de facteurs (historiques, culturels, géographiques) et aux priorités envisagées par les législateurs lors de l’écriture du texte de loi. Celui-ci doit, précisément, satisfaire à deux exigences très différentes :
- au niveau micro-électoral, il faut adopter des règles permettant de choisir les personnes chargées de composer l’assemblée élective; et
- au niveau macro-électoral, il faut adopter des règles permettant d’établir le nombre de sièges attribué à chaque parti et - par conséquent - son poids au sein de l’assemblée élective ;

l’un ou l’autre niveau étant considéré prioritaire en raison du moment historique où chaque loi a eu naissance.
Certains modes de scrutins affiliés à deux familles différentes peuvent même avoir des aboutissements similaires en fonction de la représentation, alors qu'ils fonctionnent différemment.
Cela dépend d’une pluralité de facteurs assez difficiles à reconnaître, et notamment : distribution des électeurs entre les circonscriptions, nombre des circonscriptions, nombre des partis, nature des partis (unitaires ou de coalition), rapports entre les pouvoirs constitutionnels, coexistence de différentes formules électorales (au niveau national, régional, municipal), culture nationale en matière d’élections.
Les formules majoritaires uninominales constituent une sorte de paradoxe dans la dite dualité, parce que leur résultat ultime (au niveau macro-électoral) est de donner naissance à une puissante majorité, disposant d’un nombre de sièges plus élevé (en pourcentage) que les votes obtenus ; mais elles ne règlent que le niveau micro-électoral, parce que l’électeur n’est appelé qu’à exprimer son choix pour l’un des candidats de sa circonscription.
C'est pourquoi, au sein même des trois familles, on distingue plusieurs « catégories » de systèmes. Ne seront décrits que ceux ayant servi dans le cadre d'élections, et non ceux relevant seulement de la théorie (tout au plus seront-ils évoqués).
Divers exemples d'application des différents systèmes électoraux et modes de scrutin seront opérés sur la base de résultats électoraux fictifs, répertoriés dans le tableau suivant :
|         | Voix    | %      |
| Parti A | 49 000  | 41,5 % |
| Parti B | 38 000  | 32,2 % |
| Parti C | 22 000  | 18,6 % |
| Parti D | 9 000   | 7,6 %  |
| TOTAL   | 118 000 | 100 %  |

### Les modes de scrutin majoritaire

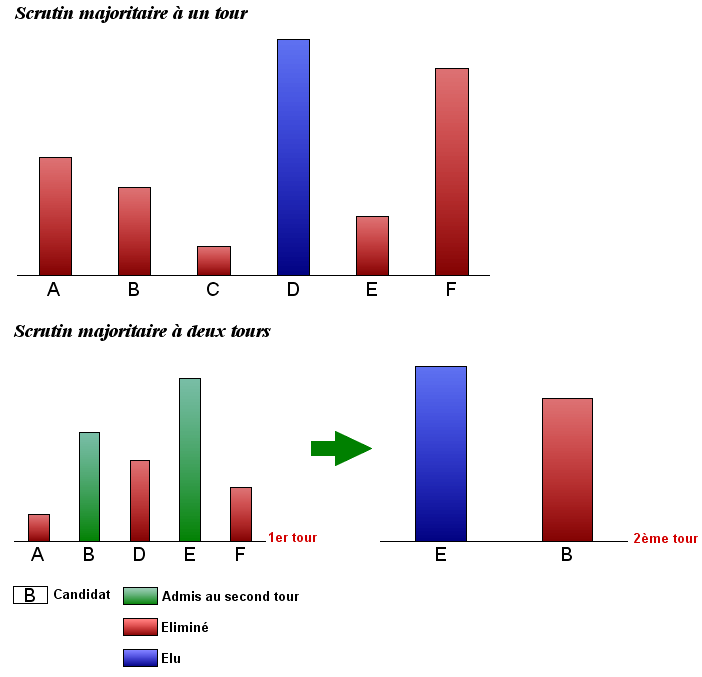
Schéma du mode de scrutin majoritaire uninominal.

Les modes de scrutin majoritaires regroupent les modes de scrutin caractérisés par une victoire de la ou des personnes ayant obtenu davantage de voix que leurs concurrents. Dans un scrutin de type majoritaire, l'objectif est généralement de dégager une majorité forte et uniforme, susceptible de gouverner sans entraves.
Ici, le candidat ou le groupe de candidats élu(s) sera celui ayant obtenu le plus de suffrages, aidé en cela par de larges mouvements d'opinion et une vaste assise électorale.
Les effets recherchés via l'usage d'un scrutin majoritaire ont des conséquences très importantes sur la manière dont votent les électeurs, la transcription des voix en sièges et, de fait, le fonctionnement du système politique dans une démocratie représentative. Les modes de scrutin majoritaires combinent donc une certaine efficacité, brutale et indiscutable, pour la formation de majorités aptes à gouverner, à de nombreux défauts, en particulier au niveau de la représentation du corps électoral, qui leur valent des critiques importantes.
On distingue d'une part les scrutins majoritaires uninominaux (élection d'une seule personne), et d'autre part les scrutins majoritaires plurinominaux (élection d'un groupe de personnes).

#### Scrutins uninominaux
La catégorie des scrutins uninominaux regroupe tout mode de scrutin où une seule personne est élue pour un territoire donné (un pays ou une circonscription). Ces systèmes impliquent en général que seul le candidat ayant rassemblé une majorité absolue ou relative de suffrages exprimés soit élu. Ils peuvent être utilisés autant pour des élections législatives que présidentielles.

##### Le scrutin majoritaire à un tour
Le mode de scrutin majoritaire à un tour (aussi appelé Pluralité), est un mode de scrutin reconnu pour sa grande simplicité. Le candidat ayant rassemblé le plus de voix sur un territoire donné est élu en toutes circonstances. Une majorité relative de voix suffit pour gagner une élection, c'est-à-dire qu'il est possible que le candidat élu recueille moins de la moitié des voix exprimées. Les démocraties anglo-saxonnes, notamment le Royaume-Uni, le Canada et les États-Unis, l'utilisent abondamment, en particulier pour l'élection de leurs parlementaires. Lorsqu'il est utilisé lors des élections législatives, le scrutin majoritaire uninominal à un tour est caractérisé par une très forte tendance à mal traduire en nombre d'élus le poids réel d'une formation politique au sein de l'électorat.
Il amplifie souvent de manière considérable la victoire de la formation politique arrivée en tête, lui attribuant une part des sièges bien supérieure à sa part des voix. En fonction des circonstances, il peut aussi conduire à une surreprésentation, certes moins forte, ou à une sous-représentation plus ou moins prononcée du parti ou de la coalition arrivé(e) en seconde position. Enfin les autres formations politiques présentant des candidats sont généralement lourdement sanctionnées : les petits partis sont presque constamment laissés pour compte, à moins que leurs appuis se concentrent dans des circonscriptions électorales particulières.
Ce mode de scrutin déforme les résultats d'une élection en permettant une répartition des sièges entre les différents partis très différente de l'expression de la volonté du corps électoral. Il se peut même qu'un parti majoritaire en voix se retrouve minoritaire en sièges, comme cela s'est produit au Royaume-Uni lors des élections de 1951 : les travaillistes, avec 48,8 % des suffrages exprimés, ont obtenu 295 sièges, contre 302 aux conservateurs qui n'avaient pourtant rassemblé que 44,3 % des voix.
|            | Voix    | %      | Résultat |
| Candidat A | 49 000  | 41,5 % | Élu      |
| Candidat B | 38 000  | 32,2 % | Battu    |
| Candidat C | 22 000  | 18,6 % | Battu    |
| Candidat D | 9 000   | 7,6 %  | Battu    |
| TOTAL      | 118 000 | 100 %  |          |

##### Le vote alternatif

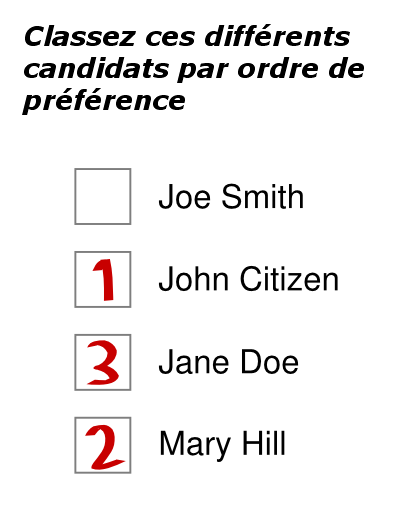
Exemple de bulletin de vote pouvant être utilisé pour procéder à un vote alternatif.

Le vote alternatif, mode de scrutin inspiré de celui évoqué précédemment, est un système électoral à préférences multiples ordonnées, qui satisfait lui aussi à l'exigence de la majorité absolue. Les électeurs votent pour des candidats dans des circonscriptions où un seul siège est à pourvoir, mais au lieu de voter pour un seul d'entre eux, ils doivent les classer par ordre de préférence sur leur bulletin. Lors du dépouillement, on classe d'abord les bulletins en fonction des premières préférences : si un candidat réunit une majorité absolue de ces premières préférences, il est élu. Sinon le candidat arrivé dernier est éliminé et ses bulletins sont répartis entre les autres candidats suivant les secondes préférences desdits bulletins. On continue le processus jusqu'à ce qu'un candidat recueille la majorité absolue des suffrages. Ce système se rapproche donc de celui du scrutin uninominal à plusieurs tours, sauf qu'il évite aux électeurs de se déplacer autant de fois, en incluant directement un processus d'élimination.
Ce mode de scrutin sert à l'élection des députés australiens depuis 1919. Il permet à des partis alliés de se présenter séparément devant les électeurs, mais sans affaiblir leurs chances de coalition, comme c'est le cas en Australie avec les deux partis de droite (Parti libéral et Parti national). En outre les électeurs des petits candidats ne perdent pas leurs votes, puisqu'ils concourent eux aussi à la désignation des principaux candidats grâce à leurs préférences suivantes. Comme pour le scrutin uninominal à un tour, le découpage électoral peut engendrer des risques de contradiction entre la victoire en voix et celle en sièges. Le vote alternatif déforme le vote populaire de la même manière que le scrutin uninominal à un tour : aux élections fédérales australiennes de 2007, les Verts, avec 7,5 % des suffrages exprimés, n'ont obtenu aucun siège, contrairement au Parti national qui en a eu plusieurs avec un score moins important, profitant de son alliance avec le Parti libéral. Il existe d'autres méthodes par classement assez semblables, quoique plus complexes dans le décompte des voix, qui ont été peu ou pas utilisées, comme le vote par approbation (dit aussi vote par assentiment), la méthode Condorcet ou encore la méthode de Coombs.
|            | Nombre de 1er choix | %      | Résultat                                   |
| Candidat A | 49 000              | 41,5 % | Peut recevoir des voix lors du 2e décompte |
| Candidat B | 38 000              | 32,2 % | Peut recevoir des voix lors du 2e décompte |
| Candidat C | 22 000              | 18,6 % | Peut recevoir des voix lors du 2e décompte |
| Candidat D | 9 000               | 7,6 %  | Éliminé                                    |
| TOTAL      | 118 000             | 100 %  |                                            |

|            | Nombre de 1er choix | Nombre de 2e choix des votes au candidat D | Nombre de voix total | %       | Résultat                                   |
| Candidat A | 49 000              | 5 000                                      | 54 000               | 45,76 % | Peut recevoir des voix lors du 3e décompte |
| Candidat B | 38 000              | 2 000                                      | 40 000               | 33,90 % | Peut recevoir des voix lors du 3e décompte |
| Candidat C | 22 000              | 2 000                                      | 24 000               | 20,34 % | Éliminé                                    |
| TOTAL      | 109 000             | 9 000                                      | 118 000              | 100 %   |                                            |

|            | Nombre de 1er choix | Nombre de 2e choix des votes au candidat D | Nombre de 2e ou de 3e choix des votes au candidat C | Nombre de voix total | %       | Résultat |
| Candidat A | 49 000              | 5 000                                      | 4 000                                               | 58 000               | 49,15 % | Battu    |
| Candidat B | 38 000              | 2 000                                      | 20 000                                              | 60 000               | 50,85 % | ÉLU      |
| TOTAL      | 87 000              | 7 000                                      | 24 000                                              | 118 000              | 100 %   |          |

##### Le scrutin majoritaire à deux tours
Le scrutin majoritaire à deux tours est un mode de scrutin qui permet l'élection d'un candidat (dans une circonscription ou pour l'ensemble d'un État) après deux tours de scrutin. Les électeurs sont donc appelés à voter une première fois pour l'un ou l'autre des candidats. Un deuxième tour est ensuite organisé, ne mettant en lice que les candidats ayant le plus de voix. Lors de ce second tour, le candidat ayant récolté le plus de voix est élu. Selon les pays, deux ou plusieurs candidats peuvent être admissibles au second tour. Dans la très grande majorité des cas, la loi permet cependant à un candidat ayant rassemblé une majorité absolue de suffrages exprimés au premier tour d'être directement élu. Ce mode de scrutin est utilisé en France et dans bien d'autres pays pour l'élection présidentielle : un candidat ne peut être élu qu'avec une majorité absolue de suffrages exprimés, et si aucun ne remplit cette condition au premier tour, on organise un second tour de scrutin auquel ne sont admis que les deux premiers candidats. Au terme de ce processus, le président est donc forcément élu avec une majorité absolue de suffrages exprimés. C'est aussi ce mode de scrutin qui est utilisé en France pour les élections législatives, à ceci près que les candidats admissibles au second tour sont ceux ayant obtenu au moins 12,5 % des voix des inscrits sur les listes électorales. Il peut donc suffire d'une majorité relative de suffrages pour être élu au second tour.
Comme les deux systèmes évoqués précédemment, le scrutin majoritaire à deux tours a des effets déformateurs sur la transcription des voix en sièges. Des alliances ou accords entre partis de sensibilité proche permettent cependant à de petits partis d'envoyer quelques députés siéger à la chambre basse, comme c'est le cas en France avec le Parti communiste français, qui jouit encore de ses alliances avec le Parti socialiste, et plus encore avec le Nouveau Centre, qui en 2007 ne devait la formation de son groupe parlementaire qu'à ses alliances avec l'UMP. Ce mode de scrutin sanctionne en revanche durement les partis ne bénéficiant d'aucune alliance : lors des élections législatives françaises de 1997, le Front national, avec environ 15 % des suffrages exprimés lors du premier tour, n'avait obtenu qu'un seul siège. En 2007, le Mouvement démocrate, avec 7,6 % des suffrages exprimés, n'a eu que 3 sièges sur 577 à l'Assemblée nationale.
|            | Voix    | %      | Résultat             |
| Candidat A | 49 000  | 41,5 % | Admis au second tour |
| Candidat B | 38 000  | 32,2 % | Admis au second tour |
| Candidat C | 22 000  | 18,6 % | Éliminé              |
| Candidat D | 9 000   | 7,6 %  | Éliminé              |
| TOTAL      | 118 000 | 100 %  |                      |

##### Autres systèmes uninominaux
De très nombreux autres systèmes ont été proposés, qui présentent souvent de meilleures propriétés que les modes de scrutins majoritaires, et sont parfois utilisés dans le cadre des élections uninominales (où l'on doit élire un et un seul candidat). On peut citer par exemple la méthode de Borda. Dans ce cas l'électeur soumet un classement de tous les candidats. Avec n candidats, on attribue à chaque candidat n-1 points chaque fois qu'il apparaît en tête dans un bulletin, n-2 chaque fois qu'il apparaît en deuxième position, etc. jusqu'à 0 point chaque fois qu'il apparaît en dernière position. Est élu le candidat qui totalise le plus de points. Plus généralement, on peut demander aux électeurs de classer tout ou partie des candidats (c'est le cas des méthodes de Condorcet), de répartir un certain nombre de points entre les différents candidats (comme pour le vote cumulatif), ou encore de noter ou d'évaluer les candidats suivant diverses échelles de valeurs (les votes par valeurs incluent notamment les méthodes de meilleure médiane). Cependant, la présentation et la comparaison (en) de ces différentes méthodes dépassent le cadre de cet article.

#### Scrutins plurinominaux
Les modes de scrutins majoritaires plurinominaux sont des systèmes électoraux qui permettent l'élection de plusieurs candidats. Ils sont donc utilisés pour l'élection de plusieurs personnes en même temps.

##### Le scrutin majoritaire plurinominal à un tour
Le scrutin majoritaire plurinominal à un tour est un mode de scrutin où sont élus plusieurs candidats sur un territoire donné. Le nombre de candidats élus dépend du nombre de sièges à pourvoir. Sont ainsi élus tous les candidats ayant recueilli le plus grand nombre de voix, jusqu'à concurrence du nombre de sièges en élections. Il n'est plus du tout utilisé pour la désignation des députés dans les démocraties représentatives contemporaines. Deux systèmes différents existent :
- Si les listes ne sont pas bloquées, on a recours au panachage : l'électeur peut composer sa propre liste, en classant autant de candidats qu'il y a de sièges à pourvoir. Il peut donc voter pour des candidats d'un même parti, ou choisir des candidats de partis opposés. Les candidats élus sont ceux ayant recueilli le plus grand nombre de suffrages. Il est possible d'organiser un second tour avec ce mode de scrutin : tout dépend en fait des conditions à remplir par un candidat pour être directement élu. Généralement, on permet à l'électeur, sur une liste composée à l'avance, de rayer les noms des candidats qu'il ne souhaite pas voir élus, et d'ajouter les noms de candidats extérieurs à cette liste. C'est ainsi que l'on procède, en France, pour l'élection du conseil municipal dans les communes de moins de 1 000 habitants. Ce système s'apparente alors à un système pré-proportionnel.
- Dans le cas d'un scrutin à listes bloquées, on a affaire à un vote de liste à la majorité : ce système fonctionne exactement de la même manière que les scrutins uninominaux à un ou deux tours, à ceci près que ce n'est pas un, mais plusieurs sièges que remporte la formation politique ayant obtenu le plus de voix. Par exemple, dans une circonscription où 15 sièges sont à pourvoir, le parti politique arrivé en tête au terme d'un premier ou d'un second tour de scrutin remporte tous les sièges, quel que soit son score. Le vote de liste à la majorité renforce encore plus l'impact du fait majoritaire que ne le font les scrutins uninominaux, et peut ainsi donner lieu à une mauvaise transcription des voix en sièges, mettant en minorité au parlement une formation majoritaire en voix. Ce système est employé aux États-Unis pour l'élection du président : dans chaque État, de grands électeurs sont désignés au suffrage direct, et ce sont eux qui éliront ensuite le président. Le nombre de sièges varie considérablement d'un État à un autre, mais le mode de scrutin est le même presque partout : le parti arrivé en tête dans l'État remporte tous les sièges en jeu, sauf dans les États de Maine et de Nebraska, où le gagnant de chaque district électoral remporte un des sièges de l'État (par exemple, en 2008 un des 5 grands électeurs du Nebraska a voté pour Barack Obama bien que John McCain soit arrivé largement en tête dans l'État). Il est donc possible qu'un candidat à la présidence américaine, bien qu'étant dépassé par son concurrent quant aux suffrages exprimés par les électeurs eux-mêmes, soit tout de même élu car ayant le soutien d'un plus grand nombre de grands électeurs. C'est ce qui s'est produit, notamment, lors de l'Élection présidentielle américaine de 2000 : le candidat républicain, George W. Bush, a été élu par 271 grands électeurs alors qu'il n'avait recueilli que 47,9 % des votes populaires, contre 48,4 % au démocrate Al Gore, qui n'avait reçu le soutien que de 266 grands électeurs.

|         | Voix    | %      | Sièges obtenus |
| Parti A | 49 000  | 41,5 % | 8              |
| Parti B | 38 000  | 32,2 % | 0              |
| Parti C | 22 000  | 18,6 % | 0              |
| Parti D | 9 000   | 7,6 %  | 0              |
| TOTAL   | 118 000 | 100 %  | 8              |

Depuis 2006, un double scrutin majoritaire plurinominal à un tour est en vigueur en Italie (où il a été introduit par la loi 270/2005). Dans ce pays, les deux Chambres (nommées Camera dei Deputati et Senato della Repubblica) sont élues au suffrage universel et sont chargées de s’exprimer sur la question de confiance qui est préalable à l’entrée en fonction du Gouvernement et qui peut être posée par celui-ci plusieurs fois au cours de la législature. Cela impose l’adoption de deux systèmes d’élection produisant de résultats semblables.
- Pour l’élection de la Camera, la coalition ayant obtenu la majorité relative des voix dans l’unique tour de vote, obtient 55 % des sièges (pourvu qu’au niveau proportionnel elle n’aie droit à un plus grand nombre de sièges, ce qui est en tout cas assez improbable)[25] ;
- Pour l’élection du Sénat (qui se déroule le même jour) cette « réserve de sièges » de 55 % est assignée au niveau régional, au profit de la coalition ayant obtenu - dans chaque Région - la majorité relative des votes.

Il s’agit donc d’un double système de vote limité. On appelle ainsi un système majoritaire plurinominal qui prévoit l’assignation d’un nombre préfixé de sièges au profit de la liste ou coalition de majorité relative. Ce nom lui fut attribué à la fin du XIXe siècle, dans une perspective inversée par rapport à nos jours, car il s’agissait – à cette époque-là – d’imposer une limite à la faction majoritaire, en garantissant l’assignation de quelques sièges à la faction minoritaire.
En Italie, ce système fut introduit une première fois par Benito Mussolini en 1923 avec la « loi-Acerbo » ; ce qui déconseilla son utilisation successive, jusqu’en 1993 quand elle fut ré-adoptée pour l’élection des conseils municipaux et des Maires. Son emploi actuel dépend de l’absence d’un système de partage et balancements des pouvoirs, à la suite de laquelle le Gouvernement (central ou local) nécessite le soutien d’une majorité solide. Malgré cela, en avril 2006 le gouvernement de Romano Prodi n’a pu disposer que d’un seul siège d’avantage au Sénat, ce qui a entraîné une grande faiblesse de son gouvernement. Au bout de deux ans, les Italiens ont été contraints de se rendre une nouvelle fois aux urnes et ils ont confié un plus grand avantage de sièges à la coalition conduite par Silvio Berlusconi.

##### Le scrutin majoritaire plurinominal alternatif
Le scrutin majoritaire plurinominal alternatif est la version plurinominale du vote alternatif. Chaque électeur doit classer les candidats par ordre préférentiel. On procède ensuite à autant de dépouillements qu'il y a de sièges à pourvoir afin de pourvoir chaque siège au cas par cas. Les voix excédentaires du premier candidat élu sont réparties entre les autres candidats en fonction des préférences exprimées par les électeurs sur les bulletins concernés. Un parti majoritaire en voix pouvait donc remporter tous les sièges à pourvoir. Ce mode de scrutin a été appliqué uniquement en Australie, de 1919 à 1946, pour les élections sénatoriales : 18 sénateurs étaient alors élus dans 6 circonscriptions comportant 3 sièges chacune. Les 10 élections sénatoriales ayant eu lieu avec ce système ont permis de prendre la mesure de sa dangerosité : en 1925, avec 45 % des suffrages, les travaillistes n'ont obtenu aucun siège, tandis qu'en 1943, ils les raflaient tous avec seulement 55 % des voix. Les sénateurs australiens sont depuis élus à la représentation proportionnelle. Une variante proportionnelle théorique très complexe de ce mode de scrutin, le vote d'approbation proportionnel, a été mise au point en 2001.

##### Le scrutin majoritaire plurinominal à deux tours
Le scrutin majoritaire plurinominal à deux tours est inspiré de son équivalent uninominal. La majorité absolue des suffrages exprimés au premier tour permet de remporter directement tous les sièges au terme de ce dernier. Le second tour doit départager les différentes listes ayant atteint un certain nombre de voix si aucune d'entre elles n'a obtenu au moins 50 % des suffrages plus une voix. Dans le cas où le panachage est autorisé, les seuls sièges non pourvus au premier tour sont en jeu au second. Dans le cas de listes bloquées, celles-ci peuvent avoir le droit de fusionner entre les deux tours, phénomène qui permet l'existence d'une certaine forme de pluralisme politique au sein de différents blocs politiques. Si la fusion est interdite entre les deux tours, le jeu des alliances devient aussi déterminant qu'avec le scrutin uninominal. Utilisé en Belgique jusqu'en 1899 et au Luxembourg jusqu'en 1918 pour la désignation des députés, ce système a pour habitude de déformer le rapport entre voix et sièges en fonction de la répartition géographique des suffrages accordés aux différentes formations politiques. Lors des élections législatives belges de 1894, les Catholiques, avec 51 % des voix, ont obtenu près de 68 % des sièges, les socialistes en ont raflé 18,4 % pour 13,2 % des voix, profitant de la forte concentration de leurs suffrages au sein de plusieurs fiefs électoraux, tandis que les libéraux, souffrant à la fois de leur infériorité en voix et d'une mauvaise répartition géographique de leurs suffrages, n'ont pourvu que 13,2 % des sièges alors qu'ils avaient obtenu 28 % des voix. Avec ce système, plus le nombre de circonscriptions est limité, plus la déformation entre voix et sièges est importante. On en trouve une illustration avec les élections municipales françaises dans les communes de moins de 3 500 habitants : chaque conseil municipal est élu sur une seule circonscription, définie par le périmètre de la commune.

#### Parcours historique
Léo Moulin relève que le principe majoritaire est adopté pour des élections civiles dès le début des communes. John Gilbert Heinberg indique que, si la première mention connue de la règle de majorité en Angleterre se trouve dans la Magna Carta de 1215, ce n'est qu'en 1430 que le principe majoritaire devient décisif dans les élections à la Chambre des communes du Royaume-Uni, et dans la seconde moitié du XVIe siècle qu'il est établi comme devant être suivi par celle-ci. Ce mode de scrutin est adopté dans plusieurs anciennes colonies anglaises, telles les États-Unis, le Canada ou la Nouvelle-Zélande. À la fin du XIXe siècle, les différents régimes parlementaires utilisaient principalement deux types de systèmes pour la désignation de leurs députés. Les pays anglo-saxons et latino-américains, ainsi que le Danemark, la Suède, l'Espagne, le Portugal et la Grèce recouraient au scrutin à un tour, généralement uninominal, tandis que les autres régimes parlementaires d'Europe continentale, comme la France, l'Italie, l'Allemagne, les Pays-Bas, la Norvège ou encore l'Autriche lui préféraient le scrutin à deux tours, bientôt rejoints par la Suisse qui abandonne en 1900 son scrutin majoritaire uninominal à trois tours. La Belgique jusqu'en 1899, ainsi que le Luxembourg pratiquaient quant à eux le scrutin majoritaire plurinominal à deux tours. L'origine des scrutins majoritaires est donc très ancienne.
Le scrutin à un tour, de par sa grande simplicité, est sans doute celui qui a été utilisé le premier, pour désigner un chef ou un délégué quelconque. Sous l'influence de l'Église catholique romaine, l'exigence de la majorité absolue a fini par s'imposer dans certains pays, et le scrutin à deux tours a fait son apparition. Autrefois attachée à la règle de l'unanimité, l'élection pouvant faire office dans ces conditions de révélation du choix divin, l'Église interprétait le vote comme une fonction, et non comme un droit. Les minoritaires, parce qu'ils sont minoritaires, étant forcément dans l'erreur, ne pouvaient représenter des points de vue légitimes, et l'unanimité devait dès lors être un objectif incontournable. C'était tout particulièrement le cas lors des élections ecclésiastiques par acclamation, au cours desquelles les minoritaires comme les hésitants étaient incités à se joindre à la majorité. Mais dans des cadres plus politisés, faisant intervenir des personnes aux origines et aux intérêts plus divers, l'obtention d'une élection à l'unanimité semblait hautement improbable. L'Église a donc peu à peu opté pour la règle de la majorité absolue, voire pour celle de la majorité qualifiée (par exemple, lors du conclave, les cardinaux élisent le pape à la majorité des deux tiers), cette dernière exprimant le regret d'une unanimité de fait inaccessible. Au Moyen Âge, les pouvoirs civils ont fréquemment fait appel à l'Église pour l'organisation d'élections, en particulier dans le cadre des communes.
Le nombre de tours et le seuil de suffrages à atteindre étant définis par le législateur, plusieurs systèmes comportant un nombre infini de tours ont été utilisés, notamment pour l'élection du Pape, ou pour celle du président de la République française sous les Troisième et Quatrième Républiques. Aujourd'hui encore, les présidents des deux assemblées du Parlement français sont élus au scrutin majoritaire à trois tours, comme c'était le cas en 1789 pour la désignation des représentants du tiers état aux États généraux. Le simple fait de pouvoir désigner un représentant à la majorité absolue des voix en restreignant l'accès, au second tour, aux deux candidats arrivés en tête au premier, a toutefois fait tomber en désuétude ce type de système, qui n'est plus guère utilisé actuellement pour des élections au suffrage indirect. Critiqués pour leur injustice, les modes de scrutin majoritaire ne sont en outre appliqués, pour l'élection des assemblées délibérantes, que dans des pays les utilisant traditionnellement depuis l'instauration de la démocratie chez eux. Dans les ex-dictatures d'Amérique latine, d'Europe de l'est ou d'Afrique, c'est généralement la représentation proportionnelle ou un mode de scrutin mixte qui est instauré plutôt qu'un système complètement majoritaire. En Europe, seuls le Royaume-Uni et la France continuent d'élire leurs parlementaires au scrutin majoritaire uninominal.

#### Influence des scrutins majoritaires sur le système politique

##### L'injuste transcription des voix en sièges

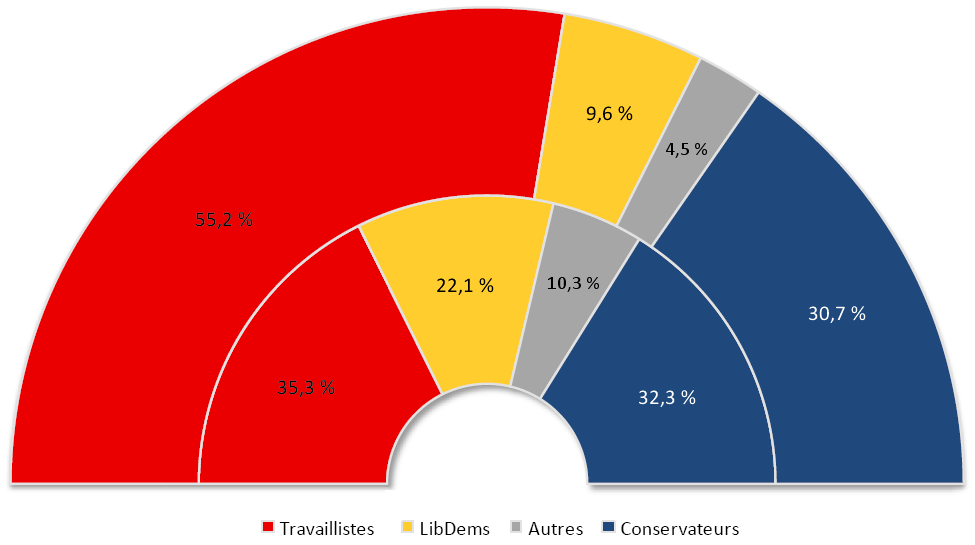
Graphique comparant la part des voix (en bas) à la part des sièges (en haut) obtenues par les différents partis politiques dans le cadre des élections générales britanniques de 2005 (scrutin majoritaire uninominal à un tour) : une parfaite illustration des effets déformateurs de ce mode de scrutin.

Mis à part les problèmes d'actualisation des découpages des circonscriptions et du gerrymandering, on peut tirer plusieurs conclusions de la transformation des voix en sièges par les différents modes de scrutin majoritaire. Cinq phénomènes peuvent être régulièrement observés :
- Le parti dominant en nombre de suffrages l'est encore plus en nombre de sièges, on parle généralement d'amplification de la victoire du Parti arrivé en tête sur l'ensemble des suffrages exprimés. Plus le nombre moyen de sièges à pourvoir dans chaque circonscription est bas, plus cette amplification est forte[Note 2] ;
- Les tiers-partis, c'est-à-dire ceux ayant le plus grand nombre de suffrages après le second parti, sont très largement sous-représentés en sièges par rapport à leur poids global en voix ;
- La représentation en sièges d'une formation politique dépend grandement de la répartition géographique de ses suffrages. Si un parti remporte de larges victoires dans des régions bien précises tout en étant marginal dans d'autres, il peut être mieux représenté qu'un parti ayant recueilli plus de voix au total, mais réparties équitablement sur l'ensemble du territoire[34]. Cette règle peut aller jusqu'à annuler les deux précédentes ;
- Les scrutins alternatifs ou à plusieurs tours favorisent grandement la recherche de coalitions électorales ou d'alliances entre des formations politiques de sensibilité proche, ce qui limite la sous représentation des tiers-partis alliés à un plus grand parti. Les tiers-partis isolés sont en revanche fortement pénalisés lors de la répartition des sièges, et peuvent même être privés de toute représentation ;
- Le principe d'égalité des électeurs devant le suffrage impose une bonne équivalence démographique entre les circonscriptions et un nombre égal de sièges à pourvoir en leur sein. L'attribution d'un nombre de sièges proportionnel à la population de chaque circonscription peut se substituer à cette règle, notamment dans le cas d'États fédéraux.

Le phénomène d'amplification de la victoire en sièges du parti dominant a tendance à être encore plus forte avec les scrutins plurinominaux qu'avec les scrutins uninominaux. Ils respectent en outre généralement mieux le principe d'égalité des électeurs devant le suffrage. Il est également plus simple de découper un pays en de multiples petites circonscriptions qu'en quelques tranches plus ou moins larges, en particulier lorsqu'on se retrouve confronté à des frontières administratives (départements, régions, États fédérés…). La recherche de systèmes de votes toujours plus justes de la part des démocraties modernes explique donc que le scrutin plurinominal ait pratiquement disparu au profit des scrutins uninominaux. Il reste toutefois le cas des élections municipales françaises, pour les communes de moins de 3 500 habitants.

##### La bipolarisation
Dans toute démocratie représentative, il existe, indépendamment du mode de scrutin, une dynamique dualiste, qui tend à opposer les partisans du gouvernement en place et ceux qui s'y opposent. Mais cette dynamique tend généralement à être contrecarrée par l'existence de différents groupes idéologiques, sociaux ou sociétaux qui, dans une dynamique de dispersions, cherchent à faire en sorte d'être représentés de manière autonome. Le mode de scrutin, s'il ne peut créer la dynamique dualiste, peut néanmoins l'influencer, et la favoriser dans le cas des scrutins majoritaires. Si l'électorat s'avère être relativement homogène, un vrai système bipolarisé peut se mettre en place. Cette bipolarisation prend soit la forme d'un bipartisme, soit celle d'un regroupement de différentes forces politiques d'un côté ou d'un autre. Le Royaume-Uni, qui a toujours élu ses députés au scrutin majoritaire uninominal à un tour, a pratiquement toujours connu un bipartisme plus ou moins fort. Depuis 1945, le Parti travailliste incarne la gauche britannique, le Parti conservateur, la droite, et les libéraux, puis les Démocrates libéraux après eux, incarnant une troisième force se situant au centre de l'échiquier politique, se voient constamment marginalisés, comme le prouvent encore les résultats des dernières élections générales britanniques :
| Élections | Conservateurs | Conservateurs   | Travaillistes | Travaillistes   | Libéraux / LibDems | Libéraux / LibDems |
| Élections | Part des voix | Part des sièges | Part des voix | Part des sièges | Part des voix      | Part des sièges    |
| --------- | ------------- | --------------- | ------------- | --------------- | ------------------ | ------------------ |
| 1979      | 43,9 %        | 53,4 %          | 36,9 %        | 42,4 %          | 13,8 %             | 1,7 %              |
| 1983      | 42,4 %        | 61,1 %          | 27,6 %        | 32,2 %          | 25,4 %             | 3,5 %              |
| 1987      | 42,2 %        | 57,8 %          | 30,8 %        | 35,2 %          | 22,6 %             | 3,4 %              |
| 1992      | 41,9 %        | 51,6 %          | 34,4 %        | 41,6 %          | 17,8 %             | 3,1 %              |
| 1997      | 30,7 %        | 25 %            | 43,2 %        | 63,4 %          | 16,8 %             | 7 %                |
| 2001      | 31,7 %        | 25,2 %          | 40,7 %        | 62,5 %          | 18,3 %             | 7,9 %              |
| 2005      | 32,3 %        | 30,7 %          | 35,3 %        | 55,2 %          | 22,1 %             | 9,6 %              |
| 2010      | 36,1 %        | 47,2 %          | 29,0 %        | 39,7 %          | 23,0 %             | 8,8 %              |

Mais la bipolarisation ne se traduit pas forcément par l'apparition d'un bipartisme. En France, sous la Ve République (avec élections des députés au scrutin majoritaire à deux tours), les forces politiques ont souvent été bipolarisées avec à gauche les socialistes et les communistes, et à droite les gaullistes et le centre-droit (généralement composé de deux ou trois petits groupes politiques différents). La formation de l'UDF, qui rassemblait la droite non gaulliste au sein d'un seul parti afin d'équilibrer le poids du RPR, a un temps amené la France à une situation de bipolarisation sur la base de quatre grands partis de force équivalente : d'un côté le Parti communiste et le Parti socialiste, et de l'autre l'UDF et le RPR. Cette situation a perduré jusqu'à l'effondrement du PCF dès 1981, au profit du PS, et à la formation de l'UMP, qui a englobé une grande partie de la droite française, en 2002. Depuis, on peut dire que la France a tendance à se diriger vers le bipartisme, le PS et l'UMP détenant à eux seuls environ 85 % des sièges de l'Assemblée nationale au cours des deux dernières législatures. Les sièges restants sont presque tous pourvus par des partis bénéficiant d'accords électoraux avec l'un ou l'autre des deux grands partis. C'est pourquoi il est courant de voir un petit parti mieux représenté qu'un autre si ce dernier n'a pas d'alliés suffisamment puissants.

##### Le vote stratégique
Généralement, lors d'élections, les électeurs votent essentiellement en tenant compte d'enjeux gouvernementaux. Leur capacité à choisir personnellement un élu s'en trouve donc réduite, et plus encore s'ils ne peuvent en outre pas choisir le candidat du parti dont ils se sentent le plus proche. Les scrutins plurinominaux avec listes ouvertes permettent aux électeurs d'exprimer leur degré de préférence pour tel ou tel candidat, mais cela n'empêche en rien le fait majoritaire de l'emporter in fine, sanctionnant les partis de moyenne ou faible importance. Le principe du « vote utile » semble donc être totalement dépendant de l'organisation d'élections au scrutin majoritaire : les électeurs sont incités à porter leurs voix sur un candidat affilié à la formation politique la moins éloignée de leurs opinions politiques personnelles. Le scrutin majoritaire, en particulier à un seul tour, incite donc l'électeur à se rabattre sur le candidat « le moins mauvais » de son point de vue, parmi ceux ayant le plus de chances d'être élus : il vote stratégiquement afin d'obtenir une représentation idéologique, même imparfaite, plutôt que pas de représentation du tout.
On a toutefois constaté que le comportement des électeurs pouvait varier selon qu'il est confronté à une élection au scrutin majoritaire se déroulant à un ou à deux tours. Les analyses décrites ci-avant sur la bipolarisation ne concernent que le poids des différents partis quant au nombre d'élus, et non quant aux voix. Il semblerait, en effet, que les scrutins majoritaires à deux tours soient nettement plus propices au multipartisme que leurs équivalents à un tour. Les scrutins majoritaires ont un effet psychologique sur les électeurs, les incitant à voter de manière stratégique. Mais ce vote stratégique peut prendre des formes totalement différentes en fonction du nombre de tours censés départager les candidats. Ainsi, dans le cas d'un scrutin à un tour, les électeurs voteront « utile », soit pour celui des candidats parmi ceux les mieux placés pour l'emporter le plus proche (ou le moins éloigné) de leurs opinions personnelles. En revanche, dans le cas d'un scrutin à deux tours, l'électeur a plutôt tendance, au premier tour, à voter stratégiquement pour un « petit » candidat, plus proche de ses opinions, de façon à adresser un « message » au candidat le moins éloigné de ses convictions parmi ceux ayant le plus de chance de l'emporter. Les résultats du premier tour de l'élection présidentielle française de 2002 illustrent parfaitement ce phénomène : l'offre politique étant très importante, avec seize candidats, les électeurs ont éparpillé leurs suffrages et pas moins de sept candidats ont passé le seuil symbolique des 5 % des suffrages exprimés, aucun n'atteignant en outre le seuil des 20 %. Les élections législatives qui ont suivi ont, dans une mesure un peu moindre, confirmé cette tendance à l'éparpillement des voix, tout en mettant en évidence les effets mécaniques caractéristiques des scrutins majoritaires lors du passage des voix en sièges (l'UMP ayant obtenu 61,5 % des sièges pour 33,3 % des voix au premier tour).
À l'échelle internationale, la comparaison entre les différents pays démocratiques organisant leur élection présidentielle au scrutin majoritaire à un seul tour, et ceux l'organisant à deux, depuis 1990, est éloquente : parmi les six pays recourant au scrutin majoritaire uninominal à un tour, 2,7 candidats en moyenne obtiennent au moins 5 % des suffrages, et l'ensemble des candidats en dehors des deux premiers rassemble en moyenne 12,1 % des voix. Parmi les 39 autres recourant au scrutin majoritaire uninominal à deux tours, 3,8 candidats en moyenne obtiennent au moins 5 % et les candidats arrivés après les deux premiers rassemblent en moyenne 28,4 % des suffrages. On en déduit que les scrutins majoritaires à deux tours incitent à l'émiettement politique lors du vote tout en favorisant la bipolarisation, voir le bipartisme, lors de la répartition des sièges. Ils se situent ainsi à mi-chemin entre la représentation proportionnelle, qui favorise l'émiettement politique y compris lors de la répartition des sièges, et les scrutins majoritaires à un tour, qui incitent au vote utile tout en favorisant le bipartisme.
Deux systèmes permettent toutefois de contrer indirectement ces différents phénomènes. Avant 1996, date de la mise en place du scrutin uninominal majoritaire à deux tours par référendum, le Président de l'Uruguay était élu via un système très particulier. Chaque parti (il y en avait essentiellement deux) pouvait présenter autant de candidats qu'il le voulait. Le nombre de voix obtenues par chaque candidat était ensuite additionné pour savoir quel parti en avait obtenu le plus au total : le candidat élu était alors celui ayant rassemblé le plus de voix parmi les candidats du parti dominant. Les électeurs n'avaient donc pas besoin de « voter utile » et choisissaient eux-mêmes le candidat à élire au sein d'un parti, ce qui permettait d'éviter les contradictions entre ses militants et l'ensemble du corps électoral : un parti ne pouvait pas « imposer » son candidat.

### La représentation proportionnelle

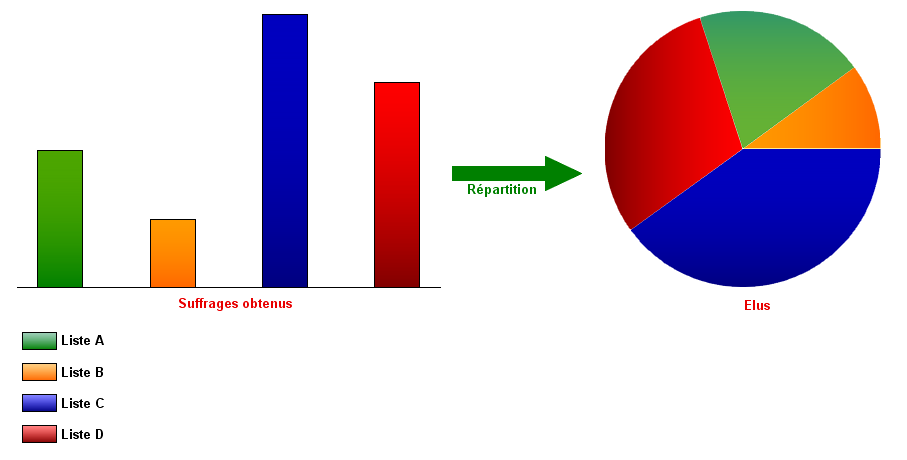
Schéma simplifié du principe de fonctionnement du mode de scrutin proportionnel.

Compte tenu de la simplicité de la règle de la majorité, ceux qui ne sont pas familiers des modes de scrutin sont souvent surpris que d'autres systèmes électoraux existent. L'objectif principal de la représentation proportionnelle (RP) est de permettre une représentation de toutes les tendances du corps électoral, et tout particulièrement des minorités, s'opposant en cela de manière fondamentale aux modes de scrutin majoritaire. Il s'agit en fait de répartir plusieurs mandats d'élus entre plusieurs formations politiques, proportionnellement à leur poids électoral. Cela suppose l'établissement de listes de candidats de la part de ces dernières, pour que les électeurs puissent les départager. Bien que permettant, techniquement parlant, l'organisation d'élections à l'échelle nationale, la représentation proportionnelle est généralement appliquée dans le cadre de plusieurs circonscriptions, comme c'est le cas avec les systèmes majoritaires. La représentation proportionnelle a su faire des carences des modes de scrutin majoritaire ses qualités, mais elle peut également induire des difficultés quant à la formation d'une majorité politique apte à gouverner convenablement.
Il faut retenir que la représentation proportionnelle n'est pas soumise à une seule et même règle, comme cela peut être le cas avec les modes de scrutin majoritaire. Il existe différentes méthodes de calcul, qui, en fonction de la taille des circonscriptions électorales et du niveau du seuil légal d'accès à la répartition des sièges, permettent une répartition des sièges avantageant soit les grands partis, soit les petits partis, et parfois même les partis moyens. Des systèmes expérimentaux, dits pré-proportionnels, ont été mis au point avant que les vrais systèmes proportionnels contemporains ne fassent leur apparition. Ces derniers regroupent des méthodes de répartition complexes, utilisant dans une première phase un quotient électoral, puis dans une seconde phase une méthode de répartition des sièges restants, et des méthodes beaucoup plus simples, en une phase, recourant à des séries de diviseurs.
La représentation proportionnelle, dans ses différentes variantes, est largement majoritaire en Europe pour l'élection de la chambre basse (40 pays sur les 43 couramment considérés comme européens en 2018, les trois pays ne l'utilisant pas étant la France, le Royaume-Uni et la Biélorussie).

#### Systèmes semi-proportionnels
Il existe plusieurs systèmes qui appliquent, en principe, la règle majoritaire, mais permettent techniquement une représentation des minorités plus ou moins équitable en fonction des circonstances. Arend Lijphart les qualifie de « formes inhabituelles de proportionnelles à faible proportionnalité », mais ils sont plus couramment appelés systèmes semi-proportionnels ou pré-proportionnels, rapport à leur capacité à proportionnaliser à leur manière les résultats. L'électeur dispose, avec ces systèmes, d'un vote personnalisé : il vote individuellement pour plusieurs candidats et non pour des listes partisanes entières. Il est en fait amené à choisir plusieurs candidats, quelles que soient leurs appartenances politiques, parmi l'ensemble des candidats se présentant dans sa circonscription. On distingue couramment trois formes de systèmes pré-proportionnels.

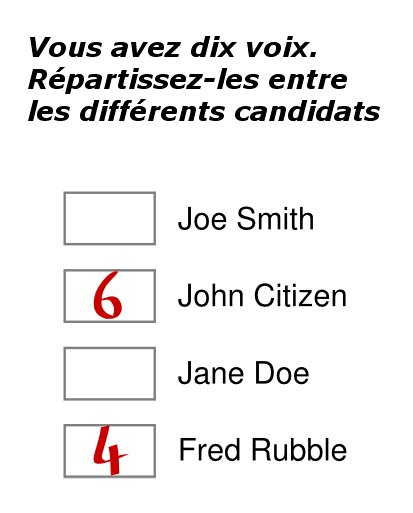
Exemple de bulletin de vote pouvant être utilisé pour procéder à un vote cumulatif.

##### Levote cumulatif
Le vote à coefficients proportionnel ou vote cumulatif est une modification du scrutin majoritaire plurinominal, où l'électeur peut accorder plusieurs voix à un même candidat. Chaque électeur a autant de voix qu'il y a de sièges à pourvoir dans sa circonscription et les candidats ayant eu le plus de voix sont élus au prorata du nombre total de sièges en jeu. Ce mode de scrutin, efficace pour représenter les minorités importantes, est assez imprévisible : il est en effet techniquement possible que la formation politique majoritaire en voix ne le soit pas en sièges si ses électeurs ont voté trop massivement pour un seul de ses candidats. Le vote cumulatif a été utilisé dans l'État américain de l'Illinois de 1870 à 1980, où il avait permis une assez forte proportionnalité entre les votes et les sièges pour les deux principaux partis politiques. Il a également été employé dans quelques circonscriptions législatives au Sri Lanka de 1946 à 1977, pour permettre à quelques populations minoritaires localisées en des endroits bien précis du territoire d'être représentées au parlement, le scrutin majoritaire uninominal à un tour les privant systématiquement de toute représentation. En effet, même dans le cas d'une société polarisée, c'est-à-dire constituée d'une majorité et d'une minorité chacune homogène, le vote cumulatif, au contraire de la règle majoritaire, empêche une prise de pouvoir complète par la majorité (tyrannie de la majorité). Plusieurs méthodes fonctionnant selon les mêmes principes, dites du vote pondéré, ont été mises au point, mais elles n'ont pour l'instant jamais été utilisées pour des élections politiques.

##### Le vote limité
Le vote limité est une variante du vote cumulatif, proposée pour la première fois par le Marquis de Condorcet en 1793 à la Convention, pour l'élection du bureau des assemblées primaires. Ici l'électeur dispose de moins de voix qu'il n'y a de sièges à pourvoir dans sa circonscription, et il ne peut pas cumuler plusieurs voix sur un même candidat. Un temps utilisé à Malte, en Espagne et au Portugal, le vote limité y a depuis été supplanté par la représentation proportionnelle. Il reste toutefois encore utilisé en Espagne pour l'élection des sénateurs, dans le cadre de circonscriptions à quatre sièges, à raison de trois voix par électeur.

##### Levote unique non transférable
Le vote unique non transférable, proposé par Condorcet en 1793 à la Convention pour l'élection des jurés, est un système qui s'inspire du vote limité, mais ici l'électeur ne dispose que d'une seule voix quel que soit le nombre de sièges à pourvoir dans sa circonscription. Ce scrutin ajoute une forte proportionnalité des voix et des sièges obtenus par les partis à l'égalité de l'électeur devant le suffrage, ce qui en fait le plus juste des scrutins non proportionnels. Utilisé au Japon de 1902 à 1993 pour les élections législatives, il y a depuis été remplacé par un système mixte. On dit que le vote est non transférable puisque l'électeur ne dispose que d'une seule voix, qui ne peut servir qu'à l'élection d'un seul candidat, en opposition au vote unique transférable, avec lequel il en a plusieurs, qui peuvent servir à faire élire plusieurs candidats différents (voir ci-dessous). Ce système oblige les formations politiques à prendre garde au nombre de candidats qu'elles présentent dans une circonscription, ainsi qu'à la manière dont les électeurs vont répartir leur suffrage sur ces différents candidats, comme avec le vote cumulatif.

#### Systèmes proportionnels

##### Le scrutin à vote unique transférable
Aussi appelé système de Hare, c'est le premier système proportionnel de l'histoire des modes de scrutin. Il s'agit d'une méthode par quotient, d'un type très particulier, proposé par Thomas Wright Hill en 1821 dans le cadre d'un vote encore public. Adapté au vote à bulletin secret au Danemark en 1855, il fut popularisé par Thomas Hare courant 1857. D'origine anglaise, il s'agit en quelque sorte d'une version proportionnelle du vote alternatif : il fonctionne à partir de candidatures individuelles dans des circonscriptions n'ayant pas un trop grand nombre de sièges à pourvoir. Chaque électeur doit classer par ordre de préférence les candidats de sa circonscription : les candidats élus sont ceux ayant atteint le quotient sur la base des premières préférences. Si l'un d'entre eux a dépassé le quotient, ses bulletins en surplus sont répartis entre les autres candidats selon les préférences suivantes : c'est le principe du vote transférable (notons qu'un électeur reste libre de n'attribuer qu'une seule préférence, dans ce cas sa préférence n'est pas transférable). Ce système permet de respecter les candidatures individuelles et incite les partis à afficher leurs alliances devant les électeurs en donnant des consignes de vote bien précises. Les partis alliés ou coalisés augmentent ainsi leurs chances de victoire tandis que les partis isolés sont sanctionnés lors de la répartition des sièges.

##### Le scrutin proportionnel plurinominal
C'est le système électoral proportionnel le plus répandu dans lequel l'électeur vote pour une liste de candidats. Le système serait parfait si l'application de la proportionnalité permettait d'obtenir un nombre de sièges entier, mais c'est rarement le cas. Il faut donc appliquer un arrondi. Cet arrondi peut se faire selon plusieurs méthodes.

###### Méthodes par quotient
Le principe régissant le fonctionnement de ces systèmes, qui présupposent un quotient électoral, est le suivant :
- Dans une première phase de répartition des sièges, chaque formation politique obtient autant de sièges que les fois complètes que ses voix contiennent le quotient électoral. Par exemple, si une liste a obtenu un nombre total de voix contenant quatre fois le quotient électoral, elle reçoit quatre sièges. C'est la phase dite d'attribution des sièges au quotient complet.
- Après cette première répartition, il est très probable que des sièges n'aient pas été pourvus, les voix des différentes formations politiques ne contenant pas suffisamment de fois le quotient électoral. On opère donc une répartition des sièges restants aux listes ayant les plus grands restes de voix, parmi les voix non utilisées lors de la phase d'attribution au quotient.

Le nombre de sièges que chaque formation politique obtient lors de la première phase de répartition est donc égal au chiffre entier donné par l'opération voix du parti sur quotient électoral dans la circonscription, soit (V/Q). Le ou les sièges restants sont par la suite affectés, par ordre décroissant, aux listes disposant des plus grandes différences entre le nombre total de leurs voix et le produit de la multiplication des sièges qu'elles ont gagnés, autrement dit : V - (S×Q).
Il existe couramment quatre méthodes de fixation du quotient électoral. La plus courante est celle du quotient de Hare, qui correspond au résultat du nombre de suffrages exprimés divisé par le nombre total de sièges à pourvoir, soit Q=V/S. Le quotient de Droop correspond lui au nombre total de suffrages exprimés divisé par le nombre de ses sièges augmentés d'un point, le résultat étant toujours arrondi au premier chiffre entier supérieur. Soit Q=[V/(S+1)]+1. Ce second quotient, très bas, peut parfois rendre possible l'attribution au quotient complet de la totalité des sièges en jeu. L'arrondissement vers le premier chiffre entier supérieur permet d'éviter que ne soient répartis, lors de la première phase d'attribution, plus de sièges qu'il n'y en a à pourvoir. Restent enfin le quotient Impériali et le quotien Impériali renforcé, où les suffrages exprimés sont divisés par le nombre total de sièges à pourvoir, augmenté respectivement de deux ou de trois.
Pour les différents exemples d'application, le quotient de Hare sera utilisé. Il sera donc de 14 750 (118 000/8). On distingue principalement deux méthodes de répartition des sièges restants :
Avec la méthode des plus forts restes, on utilise le quotient simple, puis on attribue les sièges non pourvus suivant la règle des plus forts restes : les listes disposant des plus importants restes de voix obtiennent les sièges restants, à savoir ceux non attribués au quotient. Cette méthode est favorable aux petits partis. Elle donne parfois lieu à des paradoxes mathématiques, tel que le paradoxe de l'Alabama, dus à l'évolution capricieuse des restes de voix.
| Partis  | Suffrages exprimés | Sièges au quotient | Restes de voix | Sièges aux restes | Total |
| ------- | ------------------ | ------------------ | -------------- | ----------------- | ----- |
| Parti A | 49 000             | 3                  | 4 750          | 0                 | 3     |
| Parti B | 38 000             | 2                  | 8 500          | 1                 | 3     |
| Parti C | 22 000             | 1                  | 7 250          | 0                 | 1     |
| Parti D | 9 000              | 0                  | 9 000          | 1                 | 1     |

Avec la méthode de Jefferson de la plus forte moyenne, on applique le quotient simple dans un premier temps, mais dans un second temps, chaque siège restant est affecté successivement à chaque liste en plus de ceux déjà acquis. Cette seconde répartition s'opère sur la base de la plus forte moyenne de voix par siège (chaque siège est attribué à la liste présentant la plus forte moyenne de voix pour le siège en question). Cette méthode favorise nettement les grands partis, phénomène qui a tendance à être amplifié par le nombre de sièges à pourvoir au sein de l'espace électoral dans lequel il est appliqué : moins il y a de sièges à pourvoir, plus les grands partis sont favorisés.

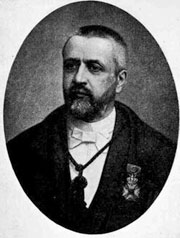
Victor D'Hondt.

|                                            | Parti A           | Parti B           | Parti C           | Parti D         |
| Score                                      | 49 000            | 38 000            | 22 000            | 09 000          |
| Diviseur électoral (Sièges/votes valables) | 14 750            | 14 750            | 14 750            | 14 750          |
| Sièges directs                             | 3                 | 2                 | 1                 | 0               |
| Première moyenne (Score/Sièges +1)         | 12 250 (49 000/4) | 12 666 (38 000/3) | 11 000 (22 000/2) | 9 000 (9 000/1) |
| Premier siège supplémentaire               | 0                 | 1                 | 0                 | 0               |
| Deuxième moyenne (Score/Sièges +1)         | 12 250 (49 000/4) | 09 500 (38 000/4) | 11 000 (22 000/2) | 9 000 (9 000/1) |
| Deuxième siège supplémentaire              | 1                 | 0                 | 0                 | 0               |
| Total                                      | 4                 | 3                 | 1                 | 0               |

###### Méthodes par diviseurs
La méthode d’Hondt de la plus forte moyenne, proposée par le mathématicien Victor D'Hondt, donne les mêmes résultats et produit les mêmes effets que la méthode de Jefferson, mais s'avère être beaucoup plus simple dans la présente version. On recourt ici à une série de diviseurs, qui est la suite des nombres entiers : 1, 2, 3, 4, etc. On divise en fait le nombre de voix obtenues par chaque liste par chaque nombre entier, puis on répartit les sièges aux plus fortes moyennes : à chaque fois qu'une liste obtient une plus forte moyenne, elle reçoit un siège.
| Diviseurs       | 1      | 2      | 3      | 4      | 5     | 6     | 7     | 8     | Sièges obtenus |
| --------------- | ------ | ------ | ------ | ------ | ----- | ----- | ----- | ----- | -------------- |
| Moyennes pour A | 49 000 | 24 500 | 16 333 | 12 250 | 9 800 | 8 166 | 7 000 | 6 125 | 4              |
| Moyennes pour B | 38 000 | 19 000 | 12 666 | 9 500  | 7 600 | 6 333 | 5 428 | 4 750 | 3              |
| Moyennes pour C | 22 000 | 11 000 | 7 333  | 5 500  | 4 400 | 3 666 | 3 142 | 2 750 | 1              |
| Moyennes pour D | 9 000  | 4 500  | 3 000  | 2 250  | 1 800 | 1 500 | 1 285 | 1 125 | 0              |

La méthode de Sainte-Laguë de la plus forte moyenne, proposée en 1910 par le mathématicien français André Sainte-Laguë, fonctionne exactement de la même manière que la méthode d'Hondt, à ceci près qu'elle prend comme série de diviseurs 1, 3, 5, 7, etc. Cette méthode est beaucoup moins défavorable aux petits partis et ne présente pas de paradoxes mathématiques. Elle est utilisée en Norvège, en Suède et au Danemark. Ces deux derniers ont en outre modifié le premier diviseur (1,4 au lieu de 1), afin de réduire l'influence des petits partis, donnant de fait un avantage aux partis moyens.
| Diviseurs       | 1      | 3      | 5     | 7     | Sièges obtenus |
| --------------- | ------ | ------ | ----- | ----- | -------------- |
| Moyennes pour A | 49 000 | 16 333 | 9 800 | 7 000 | 3              |
| Moyennes pour B | 38 000 | 12 666 | 7 600 | 5 428 | 3              |
| Moyennes pour C | 22 000 | 7 333  | 4 400 | 3 142 | 1              |
| Moyennes pour D | 9 000  | 3 000  | 1 800 | 1 285 | 1              |

#### Les systèmes proportionnels de compensation
Ces systèmes ont un but simple : permettre d'atteindre la représentativité la plus exacte possible en attribuant aux formations politiques sous-représentées par le vote de circonscription un certain nombre de sièges de compensation. On distingue principalement deux catégories :

##### Les systèmes proportionnels à deux niveaux d’attribution des sièges
Il s'agit généralement de systèmes permettant l'attribution de sièges de compensation, sur de larges zones géographiques, après répartition des sièges à la proportionnelle dans le cadre de circonscriptions. Les sièges compensatoires sont répartis sur la base des restes de suffrages non utilisés pour la répartition des sièges dans les circonscriptions. Les sièges compensatoires sont soit ceux qui n'ont pu être répartis au quotient dans les circonscriptions, soit un nombre de sièges prédéterminé réservés à la compensation.
L'Italie utilisait un système semblable de 1946 à 1993 pour l'élection de ses députés. 630 sièges étaient alors à pourvoir dans 31 circonscriptions de base au quotient Imperiali. Les sièges non pourvus via cette première méthode étaient ensuite attribués au niveau national, sur la base de la totalisation des restes, suivant la méthode des plus forts restes. Ce système garantissait une très forte proportionnalité, la loi électorale n'exigeant d'atteindre aucun seuil de suffrages pour accéder à la répartition des sièges. Les plus petits partis étaient généralement parfaitement représentés, tandis que les plus grands ne pouvaient bénéficier que d'une très faible amplification en sièges de leur victoire en voix. Un système similaire est utilisé depuis 1919 en Belgique, également pour l'élection des députés : les sièges à pourvoir sont répartis par arrondissement au quotient simple, et ceux non pourvus via cette méthode sont répartis au niveau des provinces sur la base des restes, en utilisant la méthode d'Hondt.
Le Danemark et la Suède utilisent un système différent : une part du nombre total des sièges à pourvoir est réservée au vote de circonscription, tandis que la part des sièges restants est attribuée au niveau national, sur la base des restes de voix des différentes formations politiques pouvant accéder à la répartition des sièges. Au Danemark, outre les 4 députés représentant les Îles Féroé et le Groenland, 135 députés sont élus à la proportionnelle dans 17 districts, puis 40 députés sont répartis proportionnellement au niveau national, sur la base des voix obtenues par les différents partis qui ne leur ont pas permis d'obtenir suffisamment de sièges dans les districts par rapport à leur poids total en nombre de suffrages. En Suède, 310 députés sont élus dans 29 circonscriptions, puis 39 députés se partagent des sièges de compensation répartis au niveau national de la même manière qu'au Danemark. Les résultats des élections générales suédoises de 2006 et des élections législatives danoises de 2007 permettent de mesurer l'ampleur de la proportionnalité de ces systèmes. Notons enfin que ces deux pays, malgré leur fort multipartisme, ont un système politique caractérisé par la bipolarisation des différentes forces politiques, ce qui garantit une bonne stabilité gouvernementale.

##### Les systèmes mixtes parallèles à finalité proportionnelle

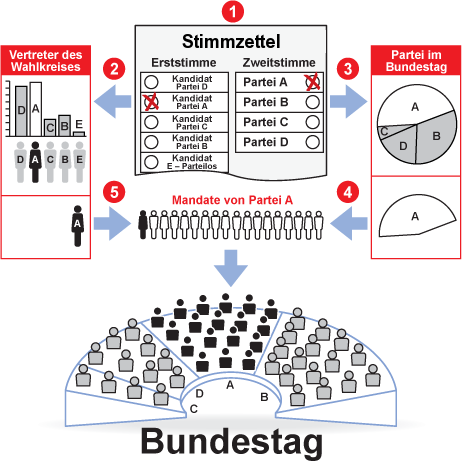
Schéma du mode de fonctionnement du système électoral allemand.

Ce sont ni plus ni moins des systèmes combinant scrutin majoritaire et proportionnelle par compensation. Il s'agit en quelque sorte du contraire des scrutins mixtes à finalité majoritaire : une partie des députés, généralement la moitié, est élue au scrutin majoritaire, puis la mauvaise transcription des voix en sièges résultant de cette première répartition est corrigée par une répartition des sièges restants à la proportionnelle, en fonction du degré de sous-représentativité des différents partis. Il s'agit dans la pratique de systèmes mixtes majoritaire-proportionnel, mais dans les faits il n'en est rien, la répartition s'avérant être en réalité pleinement proportionnelle.
L'Allemagne utilise un système de ce type depuis 1949 pour l'élection des membres du Bundestag. Lors des élections fédérales, la moitié des députés est élue au scrutin majoritaire uninominal à un tour, et l’autre moitié à la proportionnelle par compensation. Les électeurs ont en fait deux voix : une pour choisir le candidat à élire au scrutin majoritaire, et l’autre pour choisir une liste de parti. La répartition proportionnelle s’opère à l’échelle des Länder : c’est ainsi qu’on compense la sous représentation des tiers partis provoquée par le scrutin uninominal. C’est le second vote, celui pour les listes de partis, qui détermine la composition finale du Bundestag : la répartition est pleinement proportionnelle et cela bien qu’une moitié des députés soit élue au scrutin majoritaire uninominal à un tour. Il arrive toutefois qu'un parti ait un nombre d'élus au scrutin uninominal, dans un Land donné, supérieur à ce à quoi il devrait normalement avoir droit avec la représentation proportionnelle. Dans ce cas il garde ses sièges supplémentaires, et a finalement un nombre total d'élus supérieur à ce à quoi il aurait eu droit à la proportionnelle. Le système allemand se pare dans ces cas-là d'une infime dimension majoritaire. Il faut cependant garder à l'esprit qu'il s'agit là d'une anomalie, tolérée par la jurisprudence, et qui reste marginale quelle que soit l'élection. Ce phénomène est donc pratiquement sans conséquence sur la finalité proportionnelle du système. L'analyse des résultats détaillés des différentes élections fédérales permet de prendre pleinement acte des différences fondamentales opposant le système majoritaire au système proportionnel.
| Partis  | Votes au MU1 | Sièges au MU1 | % de ces sièges | Votes à la RP | Sièges à la RP | % de ces sièges | Total sièges obtenus | Part des sièges |
| ------- | ------------ | ------------- | --------------- | ------------- | -------------- | --------------- | -------------------- | --------------- |
| CDU/CSU | 40,8 %       | 150           | 50,2 %          | 35,2 %        | 76             | 24,1 %          | 226                  | 36,8 %          |
| SPD     | 38,4 %       | 145           | 48,5 %          | 34,2 %        | 77             | 24,4 %          | 222                  | 36,2 %          |
| FDP     | 4,7 %        | 0             | 0,0 %           | 9,8 %         | 61             | 19,4 %          | 61                   | 9,9 %           |
| LINKE   | 8,0 %        | 3             | 1,0 %           | 8,7 %         | 51             | 16,2 %          | 54                   | 8,8 %           |
| GRÜNE   | 5,4 %        | 1             | 0,3 %           | 8,1 %         | 50             | 15,9 %          | 51                   | 8,3 %           |

Comme le montrent les résultats des élections de 2005, la part des sièges obtenue par les différents partis est très proche de leur part de seconds votes. Cet exemple permet en outre de mettre l'accent sur le comportement des électeurs en fonction du mode de scrutin qu'on leur propose : les centristes du FDP et les écologistes ont ainsi beaucoup plus de secondes voix que de votes de circonscription. Au contraire, les sociaux et chrétiens démocrates ont plus de voix au scrutin majoritaire qu'à la proportionnelle. Le vote utile influence donc bel et bien le choix de l'électeur.

#### Le vote préférentiel
La représentation proportionnelle est parfaitement compatible avec le fait de permettre à l'électeur de choisir personnellement son élu. Les systèmes de listes permettent en effet aux électeurs d'exprimer leur préférence pour un ou plusieurs candidats, au sein de la liste pour laquelle ils votent, si pareille procédure est prévue par la loi électorale. Plusieurs méthodes d'attribution personnelle des sièges existent (à ceci près que la première n’en est en réalité pas une) :
- La liste pré-ordonnée bloquée : l'ordre des candidats sur la liste est défini avant le vote et les électeurs ne peuvent le modifier. De la même manière qu'avec les scrutins majoritaires uninominaux, c'est ce système qui donne le plus de poids aux partis politiques dans le choix de leurs candidats. Il est utilisé notamment en Espagne, au Portugal et en Allemagne pour la moitié de députés élus à la proportionnelle.
- La liste pré-ordonnée non bloquée : les électeurs peuvent, dans ce cas de figure, modifier l'ordre des candidats sur la liste pour laquelle ils ont choisi de voter, mais s'ils ne le font pas, ils sont considérés comme approuvant l'ordre préétabli. Ce système est utilisé en Autriche, en Belgique, en Norvège, en Suède et aux Pays-Bas.
- La liste libre : ici il n'y aucun ordre préétabli et les électeurs peuvent exprimer leur préférence pour un, voire deux candidats de leur choix sur la liste pour laquelle ils ont choisi de voter. L'électeur choisit donc le parti, et le candidat qu'il souhaite voir élu pour représenter ce parti. Il est en revanche impossible d'intégrer des candidats provenant d'autres listes.
- Le système finlandais : pour les élections législatives finlandaises, chaque parti peut présenter, dans chaque circonscription, autant de candidats qu'il le souhaite. Les électeurs votent directement pour les candidats puis, après dépouillement, les suffrages des candidats ayant la même étiquette sont additionnés et la répartition des sièges s'opère ensuite à la proportionnelle entre les différents partis (méthode d'Hondt). Les candidats élus sont ceux ayant individuellement obtenu le plus de voix. Ce système unique en son genre donne donc une très large variété de choix à l'électeur, qui, s'il tient absolument à voter pour un parti en particulier, peut choisir un candidat parmi un nombre illimité de personnes investies par ce parti.
- Le système Hagenbach-Bischoff : les électeurs ont autant de voix qu'il y a de sièges à pourvoir dans leur circonscription. Ils peuvent voter pour des candidats de listes différentes et ont le droit de cumuler plusieurs de leurs voix sur un seul d'entre eux. La répartition des sièges s’opère ensuite de la même manière qu'avec le système finlandais. Utilisé seulement au Luxembourg et en Suisse, où il a été proposé par le professeur Hagenbach-Bischoff à la fin du XIXe siècle, ce système donne la plus grande liberté possible à l'électeur dans le choix de ses représentants. Il peut en effet exprimer sa préférence pour plusieurs candidats différents et, dans le même temps, pour plusieurs partis différents, en les classant s'il le souhaite. Les longs et complexes dépouillements qu'il induit peuvent cependant être un obstacle à son application dans des pays à plus forte population.

Les quatre dernières méthodes tendent à prouver que la proportionnelle peut à la fois concilier une juste transcription des voix en sièges et une réelle prise en compte du choix de l'électeur parmi les candidats qui se présentent à lui.

#### Classification par degré de proportionnalité

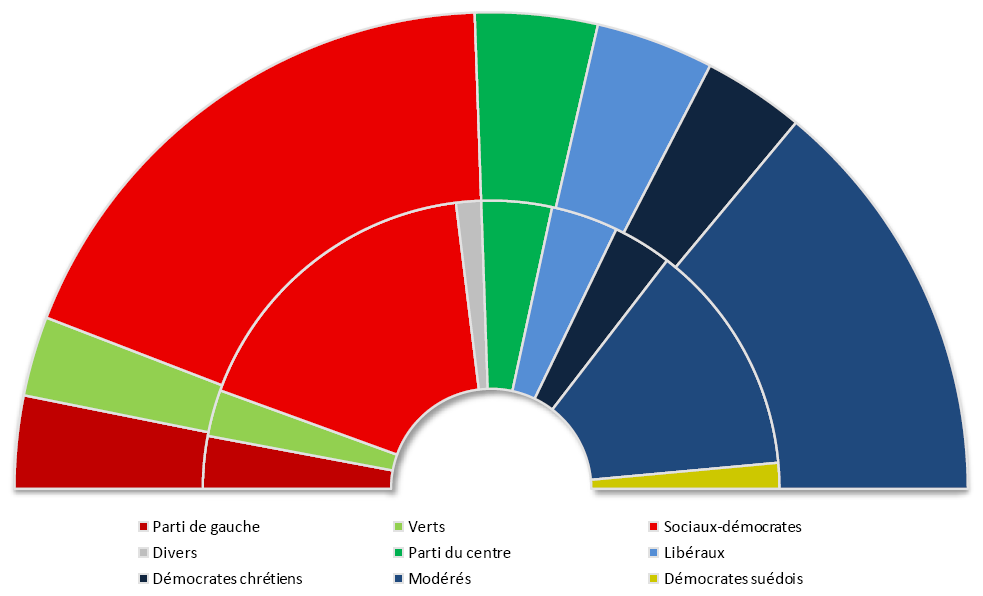
La proportionnelle sélective suédoise : part des voix (en bas) et part des sièges (en haut) obtenues par les différentes formations politiques suédoises lors des élections générales de 2006.

Comme on vient de le voir, les différentes méthodes de répartition des sièges à la proportionnelle peuvent avoir des effets variables. Plus elles sont favorables aux grands partis et défavorables aux petits, moins elles sont proportionnelles. Le politologue I. Nikolakopoulos a classifié ces méthodes sur la base d'une combinaison entre deux critères : leur effet restrictif et leur effet déformateur. Le premier effet prend en compte la part d'électeurs ayant voté pour des partis privés de représentation, et le second concerne l'ampleur de la surreprésentation ou de la sous représentation des formations politiques obtenant des sièges. Ses analyses l'ont conduit à classifier les systèmes proportionnels en trois catégories distinctes :
- Les proportionnelles produisant des effets restrictifs et déformateurs très faibles. À l'époque où l'auteur écrivait (1989)[60], il s'agissait des systèmes italien, danois, néerlandais, belge et autrichien.
- Les proportionnelles caractérisées par un fort effet restrictif et un faible effet déformateur. Entrent dans cette catégorie les systèmes prévoyant un seuil minimum à atteindre pour recevoir des sièges, tout en assurant une répartition très proportionnelle pour les formations atteignant ce seuil. E. Nikolakopoulos prenait alors comme exemples l'Allemagne et la Suède.
- Restent enfin les proportionnelles connaissant une importance égale des deux effets. Ce sont donc les moins proportionnelles des méthodes de répartition proportionnelles. Dans les pays recourant à ce type de système, la législation prévoit généralement des circonscriptions à faible magnitude, dans lesquelles les sièges sont répartis selon la méthode d'Hondt, avec en plus un seuil de représentation à atteindre. La Suisse, la Finlande et l'Espagne, entre autres, entrent dans cette catégorie.

Thanassis Diamantopoulos s'est basé sur ces différents critères pour établir une classification plus exhaustive, prenant en compte des facteurs plus fonctionnels. Il distingue ainsi quatre catégories réparties dans deux grandes familles.

##### Les proportionnelles fonctionnelles
Malgré leurs différences plus ou moins marquées, ces trois catégories partagent une caractéristique commune, celle d'empêcher implicitement la formation de majorités parlementaires unipartisanes, même si elles ne poursuivent pas ce but avec la même intensité. Elles conviennent donc en principe aux pays dans lesquels la formation d'alliances gouvernementales est acceptée par la classe politique dans son ensemble. Elles ne favorisent évidemment pas la structuration bipartisane du système politique et vont dans le sens d'un parlementarisme multipartisan. Rappelons encore que dans tous les cas, la représentation proportionnelle est parfaitement compatible avec la bipolarisation du paysage politique.
- Les proportionnelles intégrales regroupent les systèmes les plus justes possibles, qui ne prévoient aucun seuil de représentation significatif (1 % par exemple), et permettent une répartition des sièges dans une seule circonscription nationale. C'est le cas notamment d'Israël. Il peut aussi s'agir de systèmes utilisant des circonscriptions à très forte magnitude (au moins vingt sièges par circonscription), dans lesquelles la répartition des sièges s'opère via une méthode particulièrement juste (celles de Sainte-Laguë ou des plus forts restes par exemple), et prévoyant un correctif proportionnel, comme cela se fait, par exemple, au Danemark. Le but à atteindre via ces systèmes est l'obtention, par les différents partis, de pourcentages d'élus les plus proches possibles de leurs pourcentages de sièges. D'après Thanassis Diamantopoulos, les proportionnelles entrant dans cette catégorie sont celles « où aucune formation politique n'est surreprésentée ou sous-représentée de plus de trois points ni de plus de 10 % au maximum par rapport à son pourcentage électoral ». D'un point de vue mathématique, le degré total de proportionnalité doit être en dessous de cinq points d'après l'indice de Loosemore/Hanby (en) ou de 2,25 points d'après celui de Gallagher. Ces systèmes, qui permettent même aux plus petits partis d'obtenir ne serait-ce qu'un élu, incitent forcément à l'émiettement des suffrages, voire à l'éclatement du paysage politique. En effet les électeurs ne sont aucunement incités à voter « utile » et les partis, totalement indépendants les uns des autres, peuvent présenter des candidats partout, pratiquement assurés qu'ils sont d'entrer au parlement même avec un score dérisoire.
- Les proportionnelles sélectives regroupent les systèmes imposant un seuil significatif de suffrages exprimés à atteindre pour accéder à la répartition des sièges. Le seuil est généralement compris entre 3 et 5 %. Ces systèmes entraînent forcément l'exclusion de toute représentation des partis obtenant une part des votes inférieure à ce seuil, ou au moins leur sous-représentation très considérable si plusieurs niveaux d'attribution des sièges sont prévus. Cependant, la répartition des sièges parmi les formations politiques atteignant ou dépassant ce seuil reste très proportionnelle, comme en témoignent les exemples allemand et suédois. En Allemagne, il faut soit atteindre un seuil de 5 % des suffrages exprimés au niveau national, soit obtenir au moins trois élus au scrutin majoritaire pour accéder à la répartition proportionnelle des sièges (voir explications ci-avant). En Suède, il faut atteindre un seuil de suffrages exprimés soit de 4 % au niveau national, soit de 12 % dans une circonscription. En 2006, cela a eu pour effet d'empêcher les Démocrates suédois (extrême-droite), qui avaient recueilli près de 3 % des voix au niveau national, d'entrer au Riksdag.
- Les proportionnelles relativisées regroupent les systèmes produisant des écarts non négligeables entre la part des voix et la part des sièges obtenues par les différentes formations politiques. Cet effet est généralement rarement suffisant pour garantir la formation d'une majorité parlementaire par une seule formation politique à moins, bien sûr, qu'elle ne soit majoritaire en voix sur l'ensemble du pays. Pour Diamantopoulos, il s'agit de systèmes « qui ne génèrent pour aucune formation politique de sur- ou de sous représentation en sièges de plus de six points ni de plus de 20 % maximum par rapport à son pourcentage électoral ». Le degré total de disproportionnalité serait dès lors compris entre six et dix points d'après le critère de Loosemore/Hanby, et entre 2,5 et 3,5 points d'après celui de Gallagher. Combinés à un même seuil électoral à atteindre que ceux évoqués précédemment, plusieurs systèmes peuvent produire ces effets : une répartition aux plus forts restes, via le quotient de Droop, dans des circonscriptions pourvoyant dix sièges en moyenne ; une répartition selon la méthode d'Hondt, dans des circonscriptions pourvoyant quinze sièges en moyenne ; une répartition selon la méthode modifiée (premier diviseur à 1,4) de Sainte-Laguë, dans des circonscriptions pourvoyant dix sièges en moyenne ; ou encore un quelconque système de répartition des sièges à plusieurs niveaux différents, avantageant d'une façon ou d'une autre les grands partis et, éventuellement, les partis moyens.

##### Les proportionnelles à tendance majoritaire

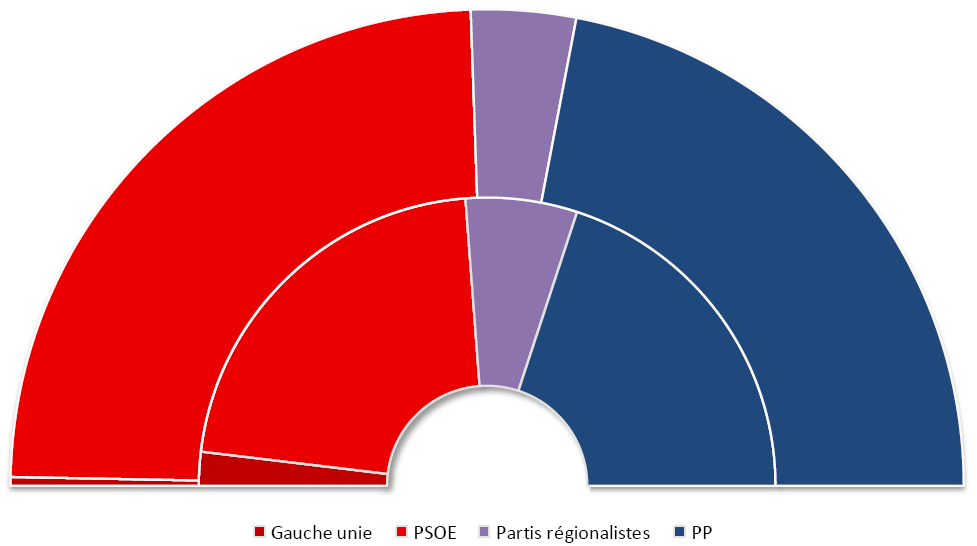
La proportionnelle à tendance majoritaire espagnole : part des voix (en bas) et part des sièges (en haut) obtenues par les différentes formations politiques espagnoles lors des élections législatives de 2008.

Le but politique de ce type de système proportionnel est l'inverse de celui de ceux évoqués précédemment. Il s'agit en effet ici de faciliter la formation de majorités gouvernementales unipartisanes, tout en assurant, dans une certaine mesure, la représentation parlementaire autonome des formations politiques minoritaires. Ces « proportionnelles à faible proportionnalité » doivent donc indirectement favoriser la surreprésentation du parti ayant reçu le plus de voix. Pour Thanassis Diamantopoulos, cette surreprésentation ne doit pas excéder dix points, « ce qui pourrait être considéré comme le maximum politique acceptable dans un pays proportionnel ». Avec ces systèmes, une formation politique obtenant au total au moins 40 % des suffrages exprimés est pratiquement assurée d'investir une majorité absolue de sièges au parlement, sous réserve de disposer d'une avance non négligeable sur son principal concurrent.
Combiné à un seuil à atteindre d'au moins 3 ou 4 %, les systèmes pouvant être utilisés pour atteindre cet objectif sont la méthode d'Hondt appliquée dans des circonscriptions pourvoyant en moyenne 7 sièges au maximum (comme en Espagne), ou un système à plusieurs niveaux d'attribution des sièges, avec tous les sièges des niveaux supérieurs réservés aux grands partis. Dans le second cas, l'instauration de seuils électoraux variables d'un niveau à un autre peut jouer un rôle déterminant. Les proportionnelles à tendance majoritaire produisent des effets très proches de ceux des systèmes mixtes, ce qui amène T. Diamantopoulos à classer ces deux familles de modes de scrutin au sein d'une grande catégorie, dite des « systèmes intermédiaires ».

#### Parcours historique
Au milieu du XIXe siècle, se fondant sur les travaux de mathématiciens ayant tenté de mettre au point diverses formules proportionnelles de traduction des voix en sièges, plusieurs philosophes politiques comme Thomas Hare et John Stuart Mill ont porté l’idée de la proportionnalité. À partir de là, différents mouvements favorables à ce nouveau mode de scrutin émergeront partout en Europe, séduisant à terme, au moins en partie, la classe politique. Les origines de la représentation proportionnelle sont anciennes. En 1846, le penseur Victor Considerant élaborait l'un des tout premiers modes de scrutin proportionnel pour l'élection des membres de l'assemblée constituante de la ville de Genève. Mais c'est en 1855 que la représentation proportionnelle servira pour la première fois à l'élection de parlementaires nationaux : cette année entre en effet en application, au Danemark, le scrutin à vote unique transférable élaboré par Carl Andrae, pour l'élection des deux tiers des députés. Ce système alors unique en son genre resta en vigueur jusqu'en 1866. Il faudra ensuite attendre 1895 pour voir la Belgique généraliser la représentation proportionnelle d'abord pour ses élections cantonales (1895), puis pour ses élections législatives (1899), en recourant à la méthode mise au point par le mathématicien Victor D'Hondt en 1885. Après d'autres expériences dans certains cantons suisses et en Serbie (avec un système de boules à défaut de bulletins de vote), la représentation proportionnelle fait son apparition dans plusieurs autres pays au début des années 1900.
Les défenseurs de la représentation proportionnelle ont en général toujours eu deux types d’arguments. D’une part, l’injustice du système majoritaire, qui ne permet pas aux minorités d’être représentées au sein des assemblées délibérantes. D'autre part, la capacité de la représentation proportionnelle à permettre la formation de gouvernements de coalition, sur la base d'une majorité parlementaire pluripartisane, plus modérés et plus consensuels que des gouvernements monopartisans. Au début du siècle dernier, les partis conservateurs ou issus de milieux bourgeois, défendaient ardemment ce mode de scrutin, pensant que la représentation proportionnelle permettrait de freiner la montée du mouvement ouvrier qui pourrait obtenir, avec une majorité relative de suffrages, une majorité absolue de sièges dans le cadre d'élections au scrutin majoritaire. L’extension du droit de vote dans de nombreux pays permettra la diffusion de ces idées, le mouvement proportionnaliste atteindra son apogée à la fin du XIXe siècle et au début du XXe siècle.
Plusieurs pays abandonnèrent alors les systèmes majoritaires en faveur de formules proportionnelles. Au cours des années 1920, le nouveau mode de scrutin avait séduit bon nombre de démocraties européennes, l’Allemagne, l’Autriche, la Belgique, le Danemark, la Finlande, la France, l’Irlande, l’Italie, le Luxembourg, Malte, la Norvège, les Pays-Bas, la Suède et la Suisse ayant alors choisi de recourir à la représentation proportionnelle pour l’élection de leurs députés. Mais ce succès fut de courte durée. Au lendemain de la Seconde Guerre mondiale, la représentation proportionnelle fut mise en cause par certains pour avoir permis la montée du Parti national-socialiste en Allemagne. On reprochait alors au faible seuil d’éligibilité de la représentation proportionnelle de permettre à de nouvelles formations antidémocratiques d’investir la chambre basse du Parlement assez rapidement. Celles-ci avaient alors les moyens, comme les partis traditionnels, de faire connaître leurs idées en disposant d’un espace où elles pouvaient se structurer et se solidifier progressivement. En outre, l’instabilité gouvernementale qui avait affecté certains pays connaissant un pluripartisme important dans les années 1930 et 1940 avait discrédité la proportionnelle aux yeux de certains, qui l’assimilaient à un éclatement exacerbé du paysage politique.
Au sortir du second conflit mondial, la représentation proportionnelle avait donc été délaissée par les démocraties occidentales. Il faudra attendre les années 1990 pour qu’elle regagne du crédit dans cette partie du monde, notamment dans un souci croissant d’être en mesure de représenter la société dans sa diversité. Mais les critiques à l’égard de ce mode de scrutin ont tout de même perduré. Il était alors intéressant de tenter de concilier les avantages de la représentation proportionnelle et ceux des autres modes de scrutin, notamment le scrutin uninominal. Des systèmes mixtes ont peu à peu vu le jour en Allemagne, en Italie, aux Pays-Bas ou encore au Japon.

#### Influence de la représentation proportionnelle sur le système politique

##### Rapports entre la représentation proportionnelle, le multipartisme et l'instabilité ministérielle
Si elle peut techniquement conduire à une plus forte fragmentation politique des assemblées délibérantes que les scrutins majoritaires, par le fait qu'elle offre une juste représentation aux tiers-partis et ne surreprésente pas les plus grands, la représentation proportionnelle ne conduit pas automatiquement à un éclatement de la classe politique, et n'est pas fatalement un facteur d'instabilité ministérielle. Cette mauvaise réputation lui a été attribuée à la suite de la chute de la république allemande de Weimar, puis de celle de la Quatrième République française, utilisant toutes deux des systèmes très proportionnels pour l'élection de leurs députés. Ces deux arguments méritent d'être tempérés par plusieurs faits importants : d'une part, la stabilité ministérielle ayant précédé la république de Weimar était en grande partie due au caractère impérial et fort peu démocratique du régime, d'autre part, la composition des différentes législatures de la Troisième République française était, malgré l'élection des députés au scrutin majoritaire uninominal à deux tours, aussi confuse, si ce n'est plus, que celle des trois législatures de la Quatrième République. On peut même dire que le système de représentation proportionnelle sélective utilisé pour l'élection des deux assemblées constituantes et de la première Assemblée nationale de la Quatrième République, à défaut de permettre une vraie stabilité ministérielle, a permis de remettre de l'ordre dans le système politique français, les électeurs portant les trois quarts de leurs suffrages sur trois grands partis (le PCF, le MRP et la SFIO). En outre, la première législature de la Cinquième République, dont les membres étaient intégralement élus au scrutin majoritaire uninominal à deux tours, était tout aussi hétéroclite que celles du régime précédent.

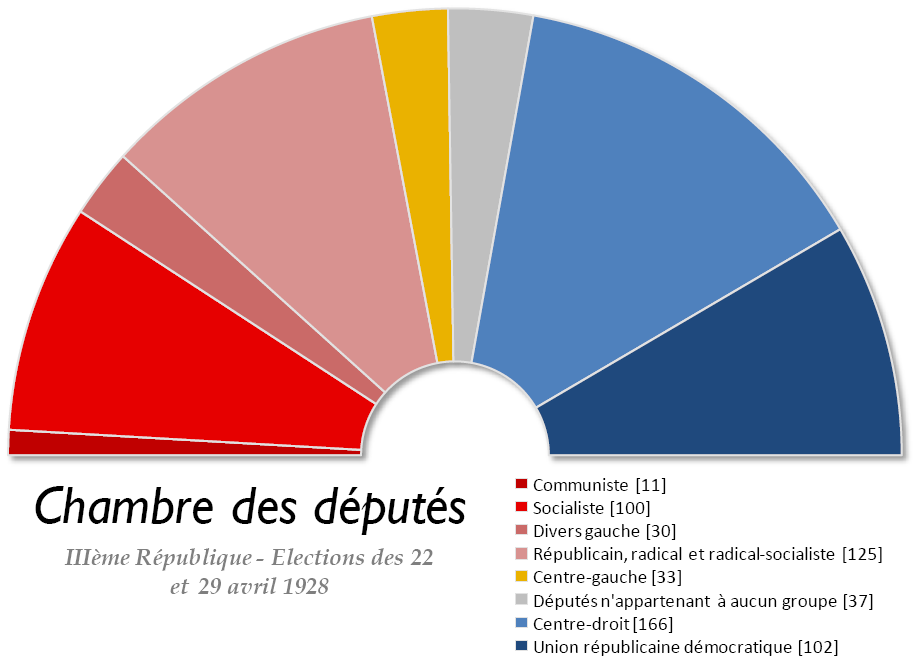
1928 (IIIe)
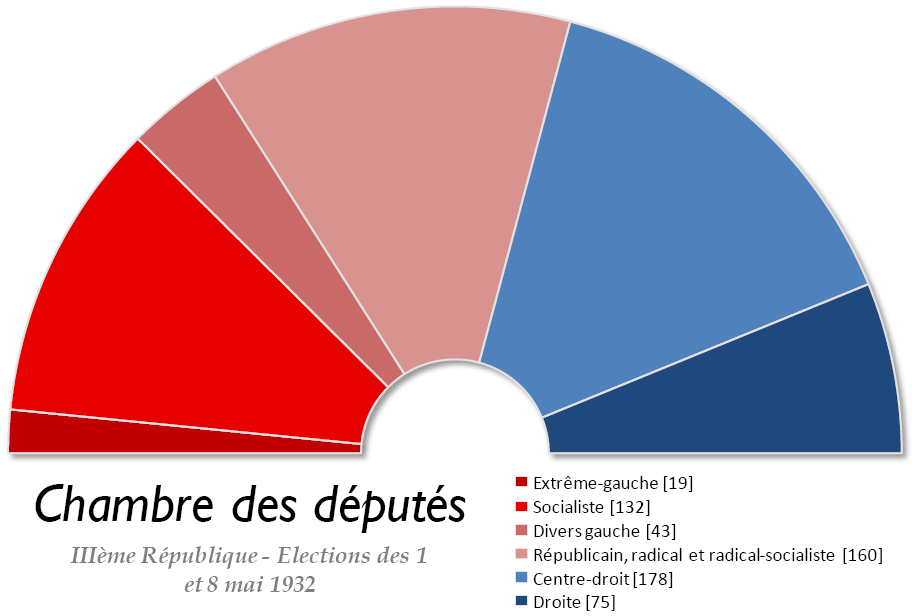
1932 (IIIe)
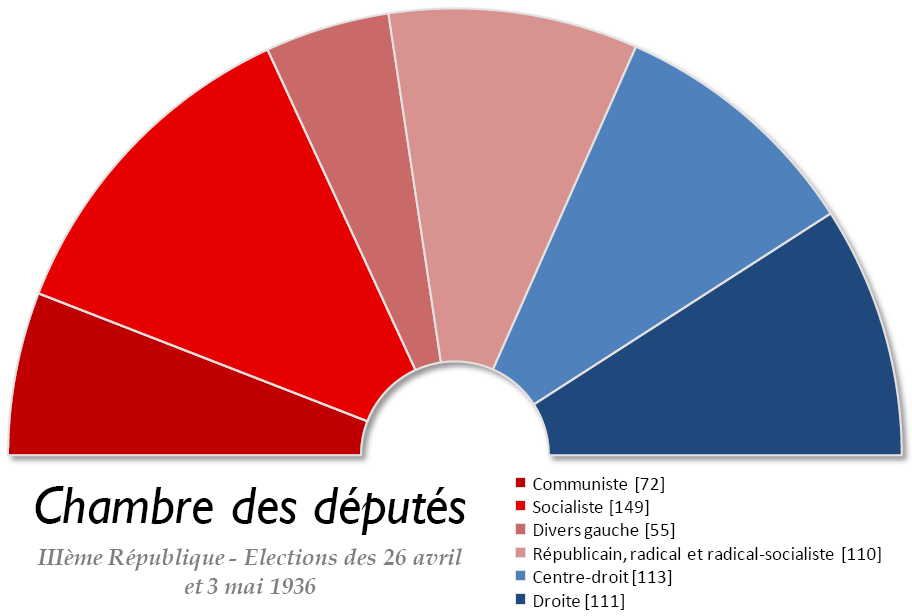
1936 (IIIe)
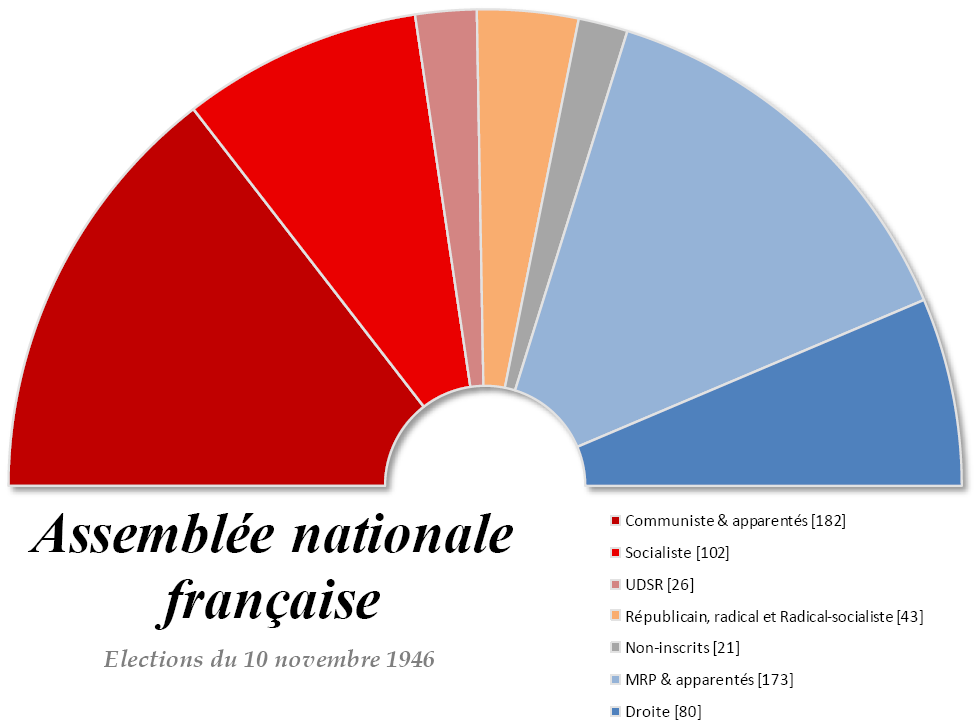
1946 (IVe)
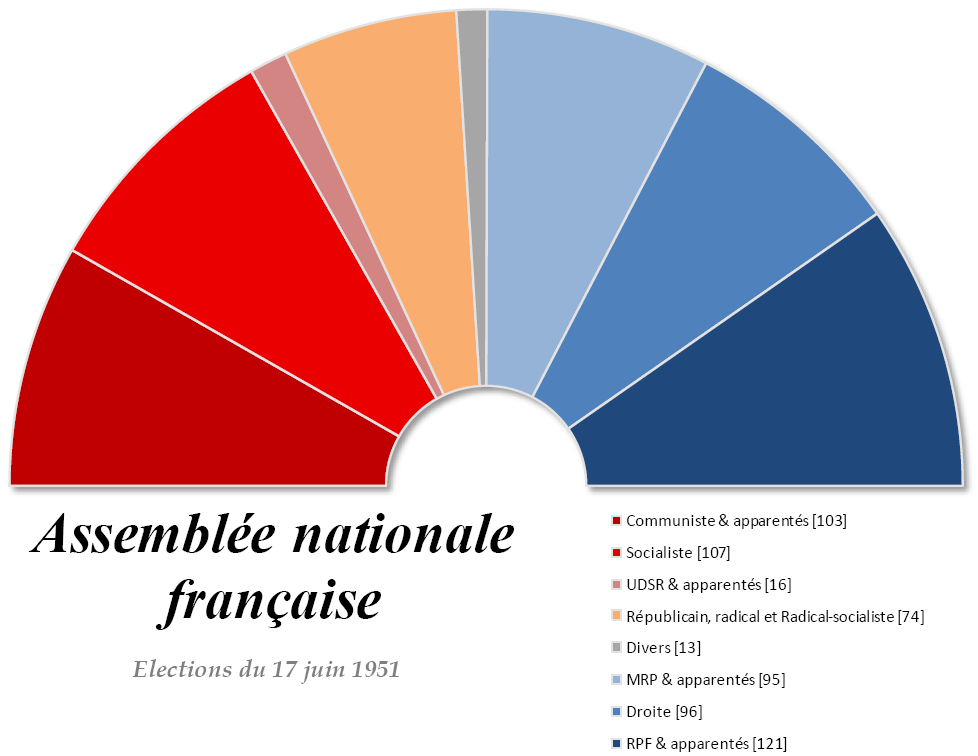
1951 (IVe)
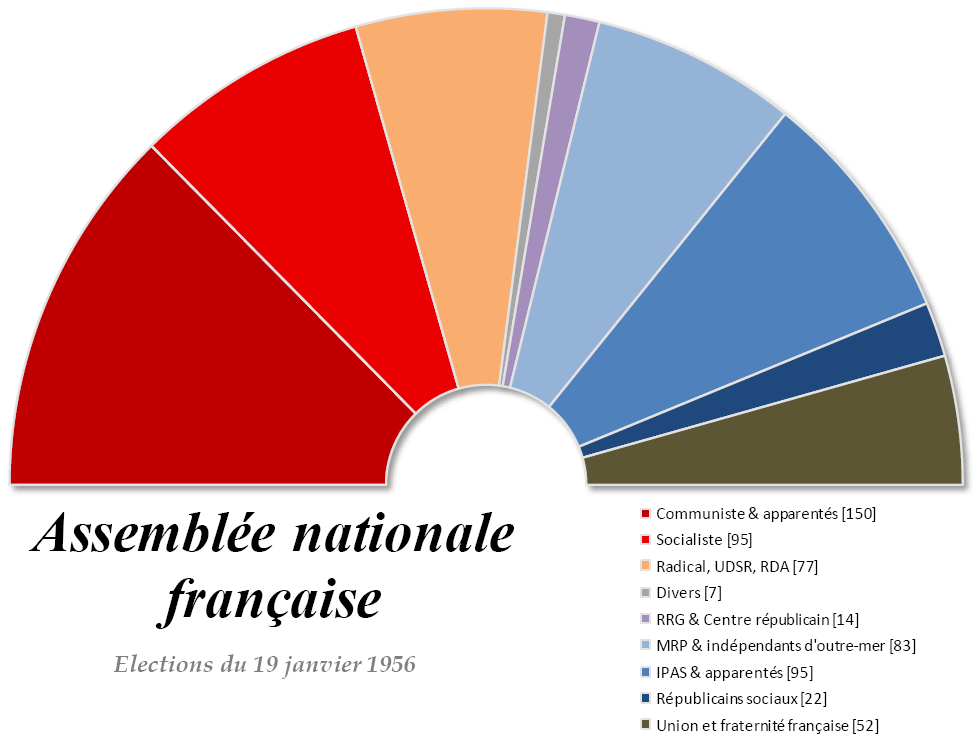
1956 (IVe)
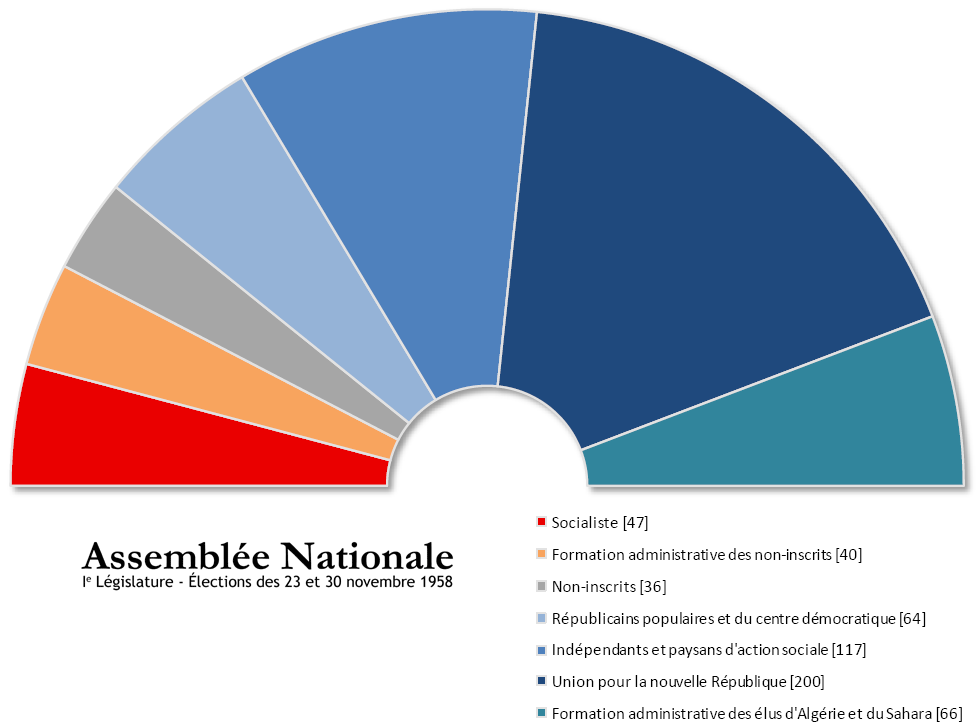
1958 (Ve)

Le multipartisme ne dépend donc pas, ou tout du moins pas seulement, du mode de scrutin utilisé. D'autre part la représentation proportionnelle est tout à fait compatible avec un système bipartisan : c'est notamment le cas de l'Espagne, où deux grands partis, le Parti socialiste et le Parti populaire, ont détenu à eux deux environ 90 % des sièges de la chambre basse jusqu'en 2015, les autres étant occupés par de petits partis régionalistes à l'électorat fortement localisé. Le pluripartisme lui-même n'est pas forcément facteur d'instabilité ministérielle : les pays scandinaves (Suède, Norvège, Danemark) connaissent ainsi un très fort pluripartisme, mais qui est très nettement tempéré par une bipolarisation quasi inébranlable du paysage politique, sur la base du clivage droite/gauche, et ce malgré le caractère très fortement proportionnalisant de leurs modes de scrutin. Il en résulte une stabilité gouvernementale régulière et solide, qui permet à des chefs de gouvernement de rester plus de dix ans au pouvoir sans interruption.
Toutefois, lorsque les conditions le permettent, il est apparu évident que la représentation proportionnelle intégrale puisse favoriser, à défaut de provoquer, une instabilité ministérielle constante et régulière. En Italie de 1945 à 1993, un système très proportionnel, dépourvu de seuil d'éligibilité, permettait à des partis recueillant de très petits scores d'envoyer au moins un député au parlement. Deux grands partis, Démocratie chrétienne (DC) et dans une moindre mesure le Parti communiste italien, recueillaient une grosse part des sièges à pourvoir, et tous les autres sièges allaient à quelques partis moyens et à une foule de petits partis, la plupart se situant au centre de l'échiquier politique. DC est resté jusqu'à sa disparition le parti à la tête de tous les gouvernements, en alliance avec de petits partis. Les efforts systématiques auxquels devaient se plier les gouvernements, assurés d'une courte durée de vie, pour maintenir l'intégrité de leur majorité au parlement, au prix d'innombrables concessions et négociations, entravaient leur action. La proportionnelle intégrale, conjuguée à un très fort émiettement de la classe politique et à la règle du vote à bulletin secret pour l'adoption des lois par les parlementaires, a contribué à la paralysie des institutions de la Première République italienne. Notons cependant que, comme en France sous les Troisième et Quatrième Républiques, les gouvernements tombaient souvent mais le personnel politique changeait peu : il n'était pas rare de voir une même personnalité exercer des fonctions de ministre dans plusieurs gouvernements différents successifs. L'Italie a recours depuis 1993 à des systèmes mixtes pour l'élection de ses parlementaires, ce qui a favorisé la bipolarisation mais n'a que très récemment permis une diminution conséquente du multiparisme (aggravé en 1993 par l'Opération Mains propres), encore responsable de la dernière crise ministérielle.

##### Les partis «charnière»

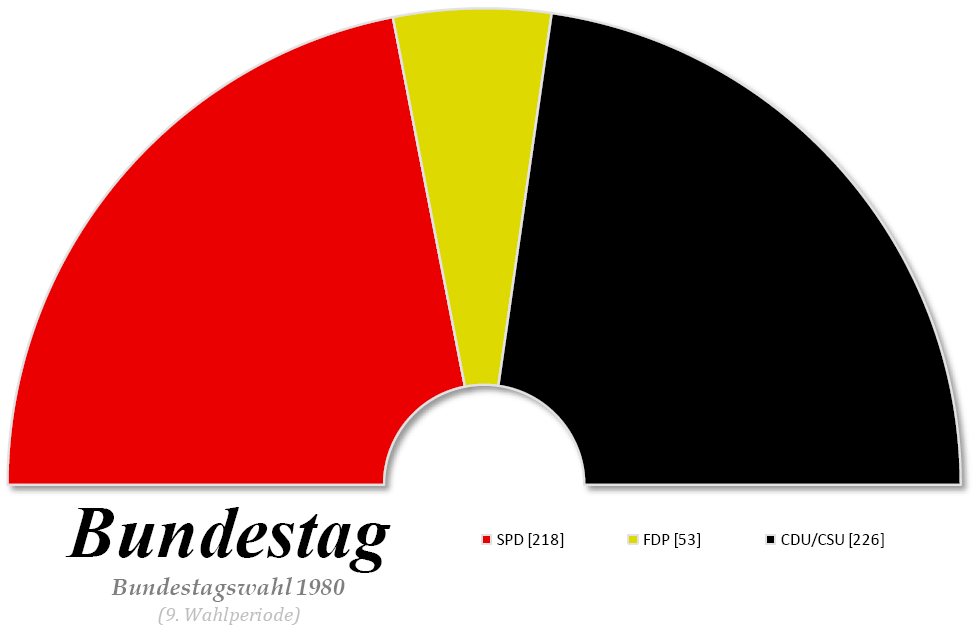
Composition du Bundestag après les élections fédérales allemandes de 1980 : un cas typique de la position de parti charnière du Parti libéral-démocrate (FDP, en jaune).

Lorsque la répartition des suffrages entre les différentes forces politiques le permet, la représentation proportionnelle peut favoriser l'importance de partis « charnière », souvent centristes. C'était notamment le cas de la Démocratie chrétienne, le principal parti politique italien jusqu'en 1994, acteur incontournable lors de la formation de coalitions gouvernementales. L'Allemagne a connu une situation relativement semblable jusqu'en 1998 : le FDP, petit parti centriste, a longtemps été le seul parti, en plus du SPD et du bloc CDU/CSU, à accéder à la représentation parlementaire. L'Allemagne utilisant un système très proportionnel, il était impossible pour l'un des deux grands partis, à moins qu'il n'obtienne une majorité absolue de suffrages exprimés, de prendre la tête du gouvernement sans le soutien du FDP. Si le Royaume-Uni utilisait un système similaire, les Démocrates libéraux auraient très souvent été dans cette situation très favorable de force d'appoint, qui détermine pratiquement à elle seule l'orientation de la nouvelle majorité après une élection. L'irruption du Mouvement démocrate en France lors des élections législatives de 2007 aurait peut-être donné de tels résultats si la France élisait, elle aussi, ses députés à la représentation proportionnelle.
Ce phénomène amène certains défenseurs des scrutins majoritaires à affirmer que la représentation proportionnelle peut donner un rôle excessif à ces partis centristes par rapport à leur influence électorale effective. Mais ce raisonnement ne se suffit de toute manière pas à lui-même, les partis charnière devant aussi tenir compte de l'opinion dans leur stratégie d'alliance. Par exemple, en 1982, le FDP a mis fin à 13 ans d'alliance avec le SPD au vu des résultats catastrophiques de ce dernier lors d'élections locales, et a ainsi formé une nouvelle coalition de centre-droit avec la CDU, dont les représentants étaient préférés par une majorité d'Allemands à un gouvernement abandonné par l'opinion. Le FDP ne bénéficiant en outre pas d'une position dominante, il n'accède jamais au poste de chef du gouvernement : la répartition des rôles reste donc juste et équitable.
On reconnaît généralement à ces partis centristes un rôle modérateur qu'ils ne peuvent obtenir dans le cadre d'un système majoritaire, forcément dominé par le dualisme et la logique du conflit. Ils peuvent en effet éviter qu'un parti n'impose des politiques excessives à la population dans son ensemble, en se reposant sur une majorité absolue de sièges attribuée par une majorité relative d'électeurs. La représentation proportionnelle, par ce moyen, peut donc donner aux partis charnière un rôle de frein aux mesures extrémistes.

##### Le rôle des seuils

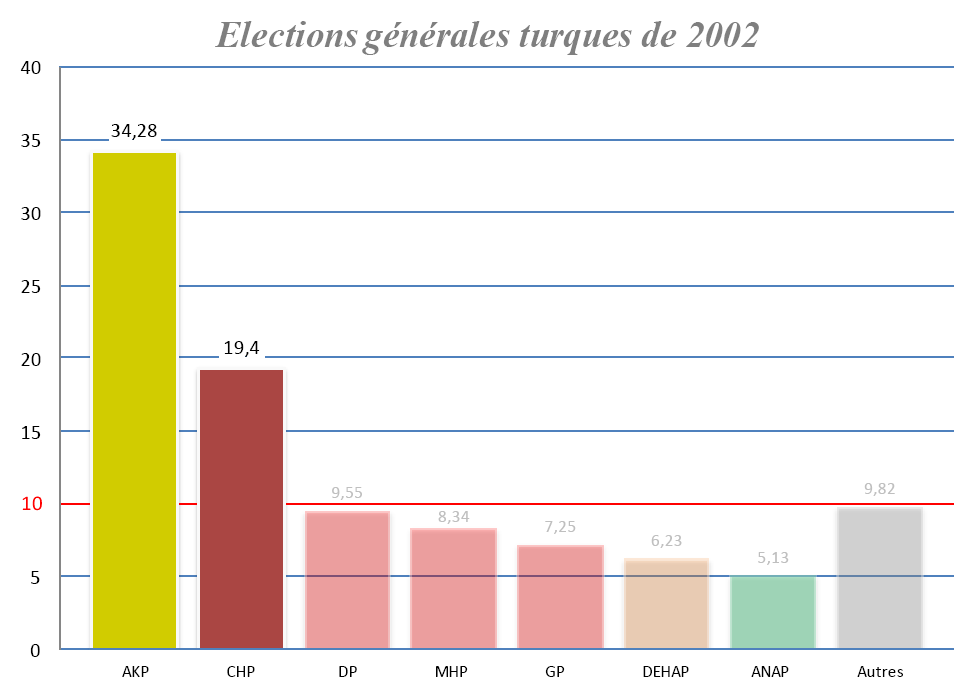
Un exemple d'effets provoqués par le recours à un seuil trop élevé avec les élections législatives turques de 2002. L'AKP et le CHP, seuls partis à avoir dépassé le seuil de 10 % des suffrages exprimés pour recevoir des sièges, se partagent tous les sièges à pourvoir, alors qu'ils n'ont rassemblé à eux deux que 53,7 % des suffrages exprimés. L'AKP pourra ensuite gouverner seul alors que 34,3 % des votants seulement ont porté leurs suffrages sur ses candidats.

La représentation proportionnelle est compatible, tout comme les modes de scrutin majoritaire, avec la mise en place de seuils d'éligibilité. Les systèmes proportionnels sont donc généralement accompagnés de seuils à atteindre pour accéder à la répartition des sièges. Le seuil peut être établi au niveau national (5 % des suffrages exprimés sur l'ensemble du territoire en Allemagne pour pouvoir recevoir des sièges à la proportionnelle dans les circonscriptions), ou au niveau des circonscriptions (en 1986, les députés français étaient élus dans les départements sur la base des seules listes ayant rassemblé au moins 5 % des suffrages exprimés). D'autres pays utilisent même concurremment ces deux types de seuils : en Suède, un parti peut accéder à la répartition des sièges en obtenant 4 % des suffrages exprimés au niveau national, ou bien 12 % dans une circonscription.
Les seuils servent généralement à limiter l'émiettement politique. Ils peuvent toutefois mettre en péril la légitimité d'une assemblée ainsi élue s'ils sont trop élevés ou si ledit émiettement est trop prononcé. En Turquie, le seuil est de 10 % au niveau national, ce qui a eu pour effet, en 2002 puis en 2007, d'exclure la communauté kurde de toute représentation formelle, ses seuls candidats élus s'étant présentés sans étiquette. En 2002, seuls deux partis, l'AKP et le CHP, ont franchi ce seuil, alors qu'ils n'avaient recueilli à eux deux qu'un peu moins de 54 % des suffrages exprimés sur l'ensemble du pays. Ce phénomène n'est d'ailleurs pas nouveau : en Bulgarie, près d'un quart du corps électoral a été exclu de toute représentation lors des élections de 1992, et ce malgré la faiblesse du seuil (4 % au niveau national).
En 1993, les députés polonais étaient élus à la proportionnelle avec un seuil de 5 % pour les partis et de 8 % pour les coalitions au niveau national. L'objectif était de lutter contre l'émiettement politique qui avait permis, lors du scrutin précédent, à pas moins de 19 partis de faire leur entrée au Parlement, le plus fort d'entre eux n'obtenant que 12,3 % des voix. L'impact de cette mesure fut catastrophique : l'émiettement politique a perduré, et 35 % des suffrages exprimés ont été exclus de toute représentation. Les ex-communistes du Parti social-démocrate et leurs alliés du Parti paysan ont ainsi investi 300 sièges sur 460 alors qu'ils n'avaient rassemblé que 36 % des suffrages exprimés. Ces effets pervers des seuils peuvent donc rendre la représentation proportionnelle encore plus injuste que les modes de scrutin majoritaire, c'est pourquoi ils doivent être utilisés avec prudence. On constate toutefois que jamais pareils phénomènes n'ont pu être observés dans les démocraties occidentales, qui recourent généralement à un seuil de 4 ou 5 %.

### Les systèmes mixtes

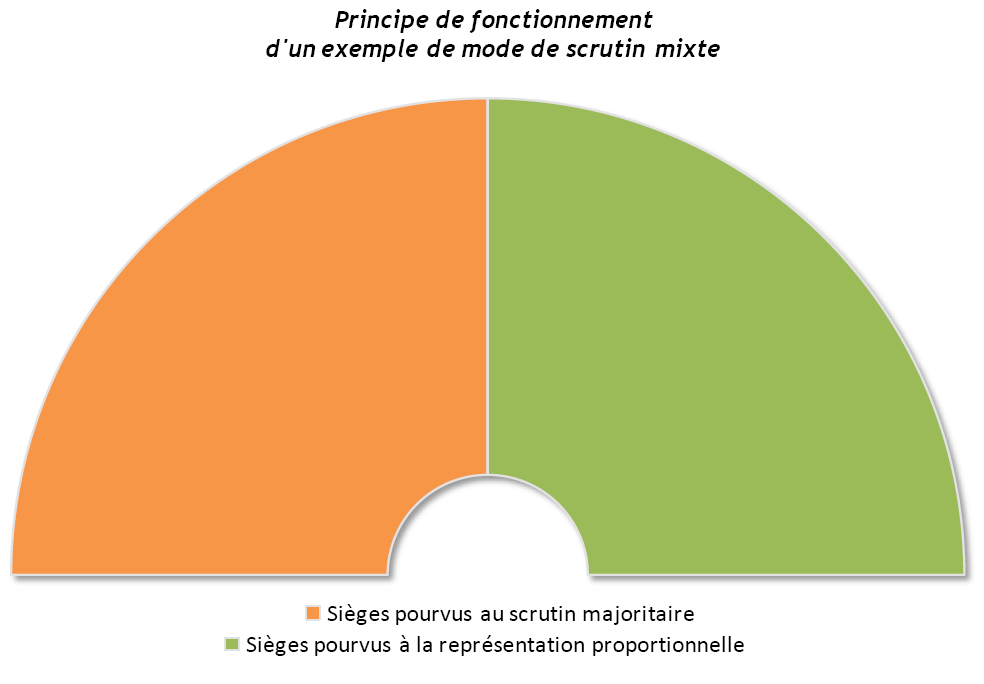
Ce schéma simplifié illustre le principe de fonctionnement d'un mode de scrutin mixte pourvoyant une moitié de sièges au scrutin majoritaire et l'autre moitié à la représentation proportionnelle. Tous les systèmes décrits précédemment peuvent être utilisés (à l'exception de la proportionnelle par compensation, cf. système allemand). L'importance effective de chacune des deux parties peut varier en fonction de la législation, il n'y a pas de mode de scrutin mixte prédéfini.

Les modes de scrutin mixtes combinent à la fois un aspect proportionnel et un aspect majoritaire dans la méthode de désignation des élus. Pour la plupart assez récents, ils restent rares et sont beaucoup moins utilisés que les systèmes entièrement proportionnels ou entièrement majoritaires. Ils sont généralement critiqués pour leur complexité. Cependant, le recours à des systèmes mixtes pour l’élection des députés a sensiblement progressé à l’occasion des vagues de démocratisation en Asie et en Europe de l’est. La Corée du Sud, Taïwan, la Géorgie, la Hongrie ou encore la Russie se dotèrent en effet de modes de scrutin mixte durant ces périodes. L’Italie et le Japon y recourent depuis les années 1990. Mais ce récent succès des systèmes mixtes ne remet pas en cause leur fragilité.
La Bulgarie a ainsi renoncé à son scrutin mixte pour recourir dès 1991 à la représentation proportionnelle. La Corée a quant à elle sensiblement renforcé le caractère majoritaire du sien en 1988. La Russie a également abandonné son système mixte en 2007 pour un système entièrement proportionnel. Les scrutins mixtes restent tout de même bien implantés dans les grandes démocraties d’Europe occidentale, la France et l’Italie l’utilisant pour la désignation de divers types de représentants. Cette expansion récente témoigne de la volonté des législateurs de trouver des systèmes bénéficiant à la fois des qualités des modes de scrutin majoritaire et de celles de la représentation proportionnelle. Le fait de ne pas disposer de longues séries de résultats électoraux empêche une véritable analyse de l’impact de ces systèmes mixtes sur la vie politique et sur la manière dont les différentes formations politiques sont amenées à se comporter. On remarque toutefois que l’importance des effets majoritaires et proportionnels varie fortement en fonction de l’importance de la part des sièges concernés par l’un ou l’autre des deux aspects. L’effet majoritaire n’est ainsi dominant qu’avec les modes de scrutin à finalité majoritaire, qui garantissent au vainqueur de disposer d’une majorité absolue de sièges dans l’assemblée.
Les systèmes mixtes ne constituent pas une catégorie homogène, et la souplesse des règles qui leur sont associées permet une très large variété de choix quant à la définition d’un mode de scrutin mixte par le législateur.

#### Les systèmes géographiquement mixtes
Ces systèmes combinent un scrutin majoritaire uninominal ou plurinominal dans les circonscriptions qui ont le plus faible nombre de sièges à pourvoir, et la représentation proportionnelle dans les circonscriptions à plus fort nombre de sièges. Ils peuvent donc permettre d’équilibrer l’amplification en sièges d’une victoire en voix, grâce au scrutin majoritaire, par une représentation des forces minoritaires, grâce à la proportionnelle. Ce type de scrutin présente cependant des caractéristiques dangereuses quant à la légitimité de la composition de l’assemblée ainsi élue. Les circonscriptions les moins peuplées concernent généralement des zones rurales, tandis que les plus peuplées se trouvent être celles concentrant des populations urbaines. Un parti, ayant une forte implantation électorale dans les zones rurales, peut ainsi remporter un très grand nombre de sièges dans les circonscriptions recourant au scrutin majoritaire, tandis qu’un autre, mieux implanté dans les zones urbaines, ne bénéficiera pas d’une amplification en sièges de sa victoire en voix, puisqu’il n’obtiendra des sièges que dans les circonscriptions où la représentation proportionnelle est en vigueur.
Un système semblable était en application en Islande, dans les années 1930, pour l'élection des députés. Il n’était alors pas rare de voir les agrariens, bien implantés dans les zones rurales, emporter une majorité absolue de sièges, tout en étant largement minoritaires en voix au niveau national. Au contraire des conservateurs qui, bien qu’ayant remporté une nette victoire en voix, se retrouvaient marginalisés à l’assemblée, leurs électeurs étant concentrés dans la capitale Reykjavik, qui élisait ses députés à la proportionnelle. Les députés islandais sont maintenant intégralement élus à la représentation proportionnelle depuis 1959. C’est aussi un système de ce type qui sert à élire les sénateurs français depuis la mise en place de la Ve République. Les départements élisant moins de 4 sénateurs le font au scrutin majoritaire plurinominal de liste, tandis que les autres recourent à la représentation proportionnelle. Depuis les élections sénatoriales de 1959, les formations politiques de droite et du centre-droit ont toujours disposé d’une confortable majorité de sièges au Sénat, les représentants des conseils municipaux, traditionnellement plus orientés à droite, formant 95 % du collège électoral chargé d'élire les sénateurs. Là aussi les milieux ruraux, au vote généralement plus conservateur que celui des zones urbaines, facilitent grandement les victoires des partis de droite dans les départements où les sénateurs sont élus au scrutin majoritaire.

#### Les systèmes géographiquement homogènes
Ces systèmes permettent d'élire une partie de l'assemblée via un mode de scrutin majoritaire, tandis que l'autre sera élue au scrutin proportionnel. L'électeur dispose généralement de deux votes, et les deux répartitions peuvent s'opérer totalement indépendamment l'une de l'autre, contrairement aux scrutins recourant à la proportionnelle par compensation. C'est pourquoi le système électoral allemand, qui est à finalité intégralement proportionnelle, n'entre pas dans cette catégorie. Ces systèmes permettent un très grand nombre de variantes. Il est en effet possible d'allier tout type de scrutin majoritaire à n'importe quelle méthode de répartition proportionnelle. Les exemples sont donc nombreux et fort différents les uns des autres.

##### Systèmes mixtes parallèles équilibrés
Avec ces systèmes, une moitié des représentants d'une assemblée délibérante donnée est élue au scrutin majoritaire, et l'autre moitié à la représentation proportionnelle, de manière totalement indépendante l'une de l'autre. Ainsi, de 1993 à 2003, la Russie employait un système mixte alliant le scrutin uninominal à un tour à la représentation proportionnelle pour l'élection des membres de la Douma. Quelque 225 députés étaient élus dans autant de circonscriptions au scrutin uninominal, tandis que les 225 restants étaient élus à la représentation proportionnelle au niveau national. Bon nombre de pays d'Europe orientale ont opté pour des systèmes de ce type à la fin des années 1990, afin de concilier les revendications de l'opposition, désireuse d'être justement représentée, et la nécessité pour le pouvoir soviétique vacillant de se maintenir en place, en favorisant l'élection de notables. Notons que la part proportionnelle ne doit pas être compensatoire, sans quoi le système deviendrait pleinement proportionnel, comme dans le cadre du régime électoral allemand.

##### Systèmes mixtes parallèles déséquilibrés
Il s'agit toujours de systèmes permettant l'élection des deux « parts », majoritaire et proportionnelle, mais ici l'une des deux parts est plus importante que l'autre. La représentation proportionnelle peut donc être, dans le cas où la part majoritaire est la plus importante, de compensation, c'est-à-dire qu'elle corrigera partiellement les défauts du scrutin majoritaire.
De 1993 à 2005, les députés et sénateurs italiens étaient élus au scrutin majoritaire uninominal pour les 3/4 des sièges, le quart restant étant réparti à la représentation proportionnelle à titre de compensation.
- Au Sénat, la répartition des sièges était effectuée au niveau régional, avec préalable soustraction des votes obtenus par les candidats élus au sein des circonscriptions uninominales. Par conséquent, si une liste ou coalition avait gagné dans toutes les circonscriptions d'une Région, elle n'y participait pas au repart proportionnel. Dans la plupart des Régions, celui-ci n'attribuait - en tout cas - de sièges qu’aux partis les plus forts au sein de la minorité, en raison du nombre limité de sièges à pouvoir[83].
- À la Chambre des Députés, les 155 sièges proportionnels étaient assignés au niveau national, mais seuls les partis ayant obtenu plus de 4 % des votes au niveau national étaient admis à cette répartition.

Dans l’ensemble, il s’agissait de deux systèmes très compliqués, prévoyant un nombre de sièges « proportionnels » trop élevé (le pourcentage de 25 % étant né d'un accident historique qui se produisit en 1963 et d'un référendum qui en fit profit, ayant eu lieu le 18 avril 1993) ; et qui en définitive ne garantissaient pas une majorité fiable au gouvernement. En outre, la loi pour l’élection de la Chambre des Députés ne réglait pas avec précision les rapports entre les candidats des circonscriptions uninominales et les listes proportionnelles (pour lesquelles l’électeur disposait d’un deuxième bulletin). Cela a entraîné la présence de listes trompeuses (surnommées par les Italiens listes-chouette) ayant pour but de porter en soustraction sur elles-mêmes les votes qui devaient être enlevés aux listes de parti. Ce qui entraîna une très grande confusion lors des élections de 2001, à la suite desquelles 11 sièges de la Chambre ne furent pas assignés. Elle ne fut alors composée que par 619 parlementaires au lieu des 630 prévus par la Constitution.
Les deux modes de répartition peuvent aussi être totalement indépendants l'un de l'autre, tout en permettant la domination effective des élus au scrutin majoritaire ou à la représentation proportionnelle. Par exemple, depuis 1994, 300 des 480 représentants japonais sont élus au scrutin majoritaire uninominal à un tour, les 180 restants étant élus à la représentation proportionnelle dans le cadre de 11 grandes régions électorales. L'électeur vote donc pour un candidat au scrutin majoritaire et pour une liste de candidats à la représentation proportionnelle. Le facteur majoritaire est évidemment largement dominant, et le parti arrivé premier est pratiquement assuré de disposer d'une majorité absolue de sièges à la Chambre des représentants. L'Équateur utilise au contraire un système mixte à dominante proportionnelle : les élections se déroulent exactement de la même manière qu'au Japon, mais les élus à la RP sont plus nombreux que ceux au scrutin majoritaire. Le facteur proportionnel est donc naturellement dominant, mais la composition finale de l'assemblée reste toutefois très éloignée de la proportionnalité parfaite.
Plusieurs pays d'Asie, comme la Corée du Sud ou Taïwan, combinent le vote unique (transférable ou non) à la représentation proportionnelle. La Corée du Sud a utilisé un système de ce type pour l'élection de ses députés en 1981 et en 1985. Il y avait en tout 276 sièges à pourvoir : 184 au vote unique dans le cadre de 92 circonscriptions à deux sièges, où l'électeur ne disposait que d'une voix, et 92 au niveau national, dont 61 étaient réservés au parti arrivé en tête (les 31 restants étaient répartis à la RP entre les autres listes). Chaque candidat dans une circonscription devait être membre d'une liste nationale : c'est ainsi qu'on connaissait les résultats des différents partis au niveau national pour l'attribution des 61 sièges de prime majoritaire. Bien que fort complexe, ce système était très simple pour l'électeur qui avait juste à voter pour un candidat. La forte prédominance de la règle de majorité a permis, lors des législatives de 1981 et de 1985, au PJD, le premier parti du pays, d'obtenir une majorité absolue de sièges pour seulement 35,6 puis 35,3 % des suffrages exprimés. Plus la part des sièges pourvus à la RP est faible, plus le fait majoritaire est fort. L'actuel mode de scrutin taïwanais fonctionne exactement de la même manière, mais permet au contraire une forte proportionnalité globale : 125 députés sont élus au vote unique dans le cadre de circonscriptions à plusieurs sièges (ce qui renforce l'aspect proportionnalisant du vote unique), et 36 autres sièges sont attribués au niveau national à la RP entre les partis ayant atteint un seuil de 5 % des suffrages exprimés.

##### Systèmes mixtes conditionnels
Ces systèmes font intervenir la dimension majoritaire ou proportionnelle d'un système en fonction des résultats de l'élection. C'est donc soit la nature des résultats d'une élection au scrutin majoritaire qui garantit l'intervention d'un correctif proportionnel, soit celle d'une élection à la représentation proportionnelle qui garantit l'intervention de la règle de la majorité.
En France, lors des élections législatives de 1919 et de 1924, on avait allié un mode de scrutin majoritaire plurinominal à un tour à la représentation proportionnelle. L'électeur disposait d'autant de voix qu'il y avait de sièges à pourvoir dans son département. Il y avait ensuite trois façons d'obtenir des sièges : d'une part les candidats ayant obtenu la majorité absolue des suffrages exprimés étaient directement élus ; d'autre part les sièges non pourvus de cette manière étaient répartis au quotient de Hare entre toutes les listes (chaque candidat faisait partie d'une liste, il fallait donc ajouter les suffrages des candidats ayant une même étiquette pour trouver le score de la liste) ; enfin les sièges non pourvus via ces deux méthodes de répartition étaient tous attribués à la liste arrivée en tête. Ce système rendait le jeu des alliances entre formations politiques déterminant. Pour les législatives de 1951 et de 1956, la loi des apparentements permettait aux listes de partis de se déclarer « apparentées » avant le vote. Si l'addition des suffrages des différentes listes apparentées atteignait la majorité absolue des suffrages exprimés, elles recevaient tous les sièges à pourvoir dans le département (autrement la répartition s'opérait à la représentation proportionnelle entre toutes les listes). Remarquons qu'ici c'est l'aspect majoritaire qui est conditionné. Si ce dernier système a permis à la Troisième force, vaste coalition centriste, de l'emporter en 1951, il n'a été pratiquement d'aucun effet en 1956, tant l'émiettement politique était fort.

#### Les systèmes mixtes à finalité majoritaire

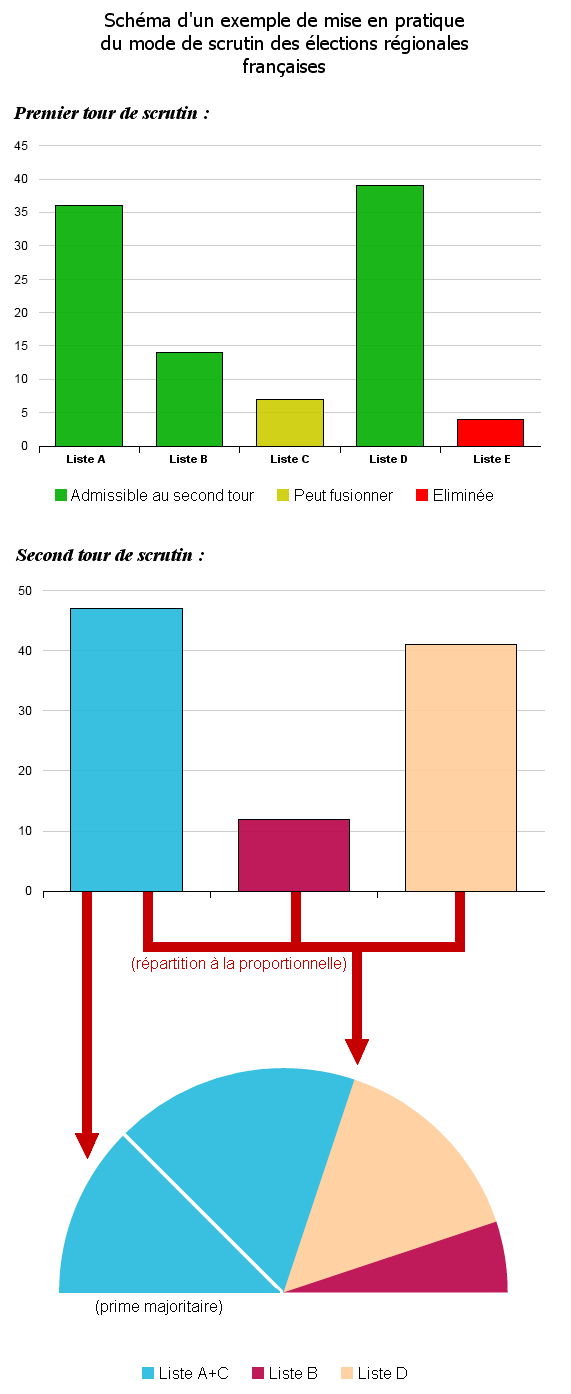
Schéma d'un exemple de mise en pratique du mode de scrutin utilisé pour les élections régionales en France.

Techniquement parlant, les scrutins de type proportionnel sont à finalité proportionnelle, tandis que les scrutins majoritaires sont à effet majoritaire. Il n'est donc pas certain qu'une assemblée, dont les membres sont élus au scrutin majoritaire, se retrouve forcément dominée par un parti ou par une coalition détenant une majorité absolue de sièges. C'est également le cas des systèmes mixtes à finalité majoritaire, qui combinent le scrutin majoritaire de liste à la représentation proportionnelle. Il s'agit en fait généralement d'attribuer une part du total des sièges à pourvoir, un quart, un tiers ou la moitié, à la formation politique arrivée en tête, à titre de prime majoritaire. Les sièges restants sont ensuite répartis à la proportionnelle entre toutes les listes, y compris celle ayant bénéficié de la prime majoritaire. L'Italie avant 2017 et la France pour les scrutins locaux sont les deux principales démocraties à user régulièrement de systèmes de ce type.

##### Les exemples italiens
L'Italie a pour la première fois élu ses députés avec un système mixte en 1924, peu après l'arrivée de Mussolini au pouvoir. Le scrutin avait lieu dans 15 circonscriptions, et la liste arrivée en tête au niveau national, si elle obtenait au moins 25 % des suffrages exprimés, recevait une prime majoritaire s'élevant aux deux tiers des sièges à pourvoir dans la chambre basse. Le tiers des sièges restants était ensuite réparti à la proportionnelle entre toutes les listes à l'échelle des circonscriptions. Cette loi ne sera pas d'une grande utilité aux fascistes et à leurs alliés, les pressions qu’ils exerçaient sur les électeurs leur ayant assuré 65 % des voix sur l'ensemble du pays.
La loi électorale de décembre 2005 se rapproche de ce système : les sièges sont répartis entre les coalitions ayant obtenu plus de 10 % des suffrages exprimés (et dans ces coalitions, parmi les listes ayant obtenu plus de 2 % des suffrages au total, plus celle ayant le plus de voix parmi les listes en dessous de 2 %), ainsi qu'entre les listes indépendantes ayant obtenu 4 % ou plus. La coalition ou la liste arrivée en tête obtient au minimum 55 % des sièges (340 parmi les 617), les 45 % restants étant répartis à la proportionnelle dans les circonscriptions. Aux élections générales italiennes de 2006, deux grandes coalitions, L'Union et la Maison des libertés, ont polarisé à elles seules 99,5 % des suffrages exprimés. L'Union, avec 49,81 % des voix, a obtenu 340 sièges, tandis que la Casa delle libertà en a eu 277 pour 49,74 % des voix : le principe de la finalité majoritaire a effectivement été atteint, et ce malgré la très courte avance de la première coalition sur la seconde, mais cela ne garantit pas la gouvernabilité. La Loi électorale italienne de 2017, dite Rosatellum bis, a cependant mis fin à ce système.

##### Les exemples français
La France recourt à des systèmes mixtes pour les élections municipales dans les communes de plus de 3 500 habitants depuis 1983, et pour les élections régionales depuis 2004. Les électeurs votent pour des listes bloquées. Lors du premier tour, si une liste obtient la majorité absolue des suffrages exprimés, elle reçoit la moitié des sièges à pourvoir (un quart dans le cas des élections régionales), et la moitié restante est répartie entre toutes les listes à la représentation proportionnelle. Sinon, un second tour de scrutin est organisé, auquel ne sont admises que les listes ayant rassemblé au moins 10 % des suffrages exprimés au premier tour (celles qui ont eu au moins 5 % peuvent fusionner avec celles passant au second tour). La liste ayant eu le plus de voix à l'issue de ce second tour obtient la prime majoritaire (50 % pour les élections municipales dans les communes de plus de 3500 habitants, et 25 % pour les élections régionales) et les sièges restants sont répartis entre toutes les listes à la proportionnelle. La répartition à la proportionnelle ne s'opère en outre que sur la base des listes ayant obtenu au moins 5 % des suffrages exprimés (pour les répartitions au premier comme au second tour).
Depuis que ce mode de scrutin est en vigueur, tous les conseils régionaux français (exception faite de l'assemblée territoriale de Corse qui utilise un système légèrement différent) disposent d'une majorité claire, de droite ou de gauche, ce qui n'était pas le cas avant, avec une répartition de tous les sièges à la RP. Les minorités sont généralement représentées, surtout à l'issue d'un second tour. La loi municipale a toutefois tendance à marginaliser l'opposition. L'Italie utilise un système légèrement différent pour ses élections municipales et provinciales, depuis 1993 : les électeurs votent à la fois pour un candidat à la mairie et pour une liste pour le conseil municipal. Finalement, les listes ayant soutenu le candidat vainqueur se partagent 60 % des sièges, les 40 % restants étant répartis à la proportionnelle entre les autres listes (et seulement elles).

## Aspects historiques

### La démocratie représentative vénitienne

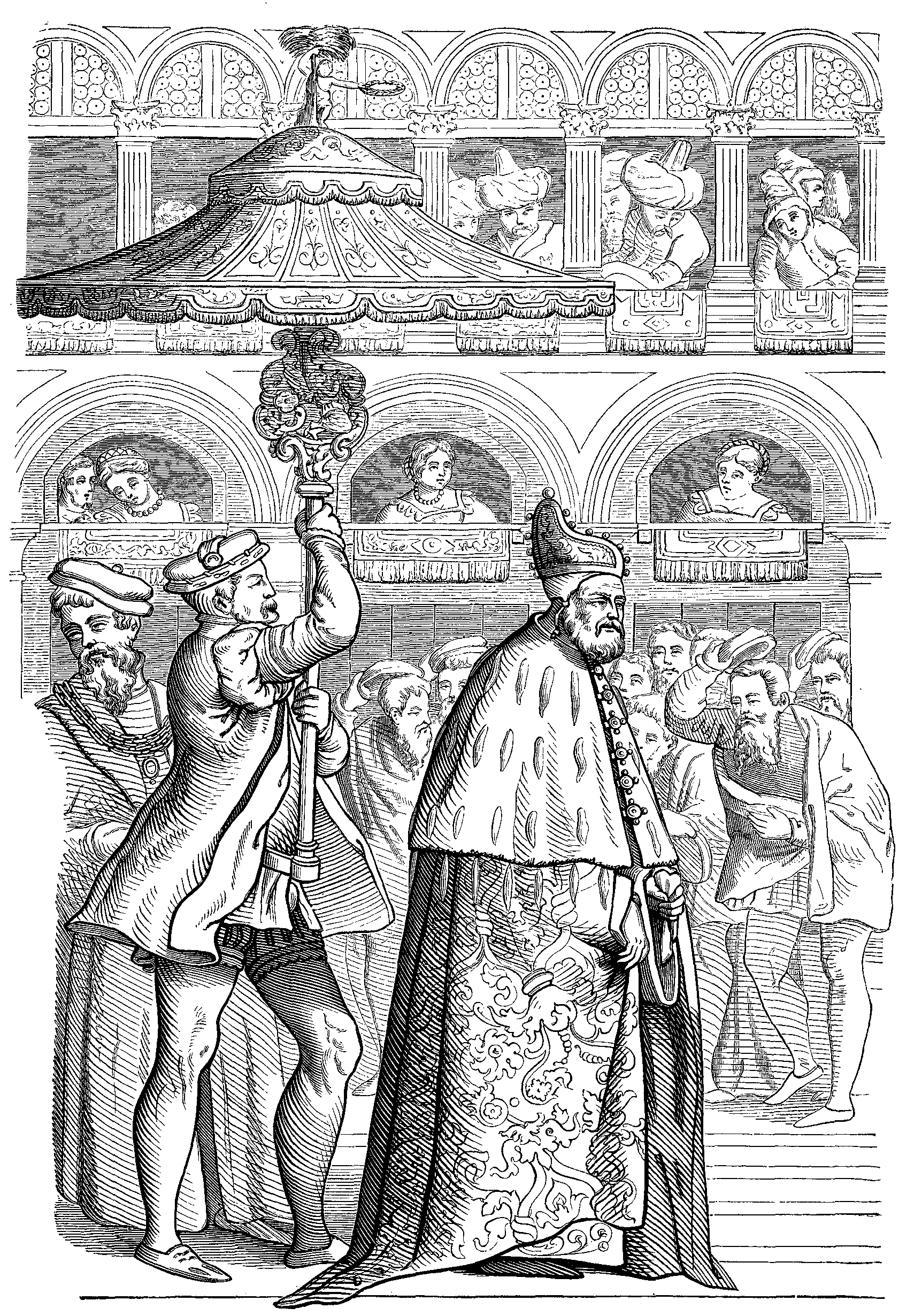
Le doge de Venise, XVIe siècle.

Le vote a été utilisé comme un élément essentiel de la démocratie depuis le VIe siècle av. J.-C., lorsque la démocratie a été instaurée dans la ville grecque d’Athènes. Les magistrats étaient alors tirés au sort parmi les habitants bénéficiant du statut de citoyen (soit une minorité élitiste de la population) : l'arbitraire était la règle et il n'était donc pas nécessaire de faire voter un quelconque corps électoral. Par contre, Athènes pratiquait aussi l'ostracisme, qui permettait d'exclure de la ville un citoyen donné par le biais d'un vote plural. Sous la République romaine, en revanche, les magistrats étaient élus au suffrage censitaire par un corps électoral très restreint, pour un mandat d'un an, au scrutin majoritaire. Les magistratures étaient hiérarchisées et il était impossible d'accéder à une magistrature donnée sans avoir déjà officié dans la ou les magistrature(s) inférieure(s). Ce système était de fait réservé à la riche élite romaine, qui pouvait se permettre une carrière politique longue, complexe et coûteuse. La plupart des élections du début de l'histoire de la démocratie ont été organisées selon ces deux principes, mais l’État de Venise au XIIIe siècle a fait exception : on sait maintenant qu’on y utilisait un système de vote d’approbation pour l'élection du Grand Conseil.
Le système d'élection du Doge vénitien est un processus particulièrement tortueux, composé de cinq tours de tirage au sort et de cinq tours de vote d'approbation. Par tirage au sort, un corps de 30 électeurs est désigné, et est ensuite ramené à 9 électeurs par tirage au sort à nouveau. Le collège électoral de 9 membres élit ensuite 40 personnes par un vote d'approbation ; ces 40 élus formeront ensuite un deuxième collège électoral de 12 membres désignés par tirage au sort parmi eux. Le deuxième collège électoral est composé de 25 personnes élues au terme d’un vote d’approbation, puis de 9 membres désignés par tirage au sort. Le troisième collège électoral a lui élu 45 personnes, qui seront réduites à former un quatrième collège électoral de 11 personnes choisies par tirage au sort. Ils éliront à leur tour un dernier corps électoral de 41 membres, qui seront finalement chargés d’élire le Doge. En dépit de sa complexité, ce système a certaines propriétés intéressantes, en veillant à ce que le gagnant reflète les opinions de la majorité et celles des factions minoritaires. Ce processus a été utilisé avec peu de modifications depuis 1268 jusqu'à la fin de la république de Venise en 1797, et a été l'un des facteurs contribuant à la continuité de la République vénitienne.

### Fondements de la théorie du vote

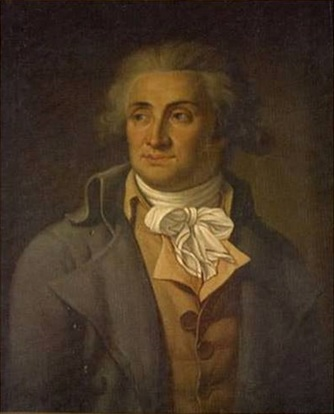
Le marquis de Condorcet.

La théorie du vote est devenue un objet d'étude universitaire à l'époque de la Révolution française. Jean-Charles de Borda a proposé en 1770 une méthode d'élection des membres de l'Académie des Sciences. Son système a été contesté par le marquis de Condorcet, qui propose plutôt la méthode de comparaison par paires qu'il avait conçue. Les systèmes électoraux découlant de cette dernière méthode sont appelés « méthodes Condorcet ». Le marquis a aussi développé des théories sur le paradoxe de Condorcet, qu'il appelait l’intransigeance des préférences de la majorité.

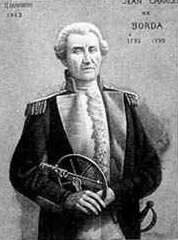
Jean-Charles de Borda.

Alors que Condorcet et Borda sont généralement considérés comme les pères fondateurs de la théorie du vote, des recherches récentes ont montré que le philosophe Ramon Llull avait découvert à la fois la méthode Borda et une méthode qui satisfait aux critères de Condorcet au XIIIe siècle. Les manuscrits dans lesquels il a décrit ces méthodes avaient été oubliés par l’histoire, jusqu'à leur redécouverte en 2001.
Plus tard, au XVIIIe siècle, le sujet de la répartition a commencé à être étudié. L'impulsion pour la recherche sur les méthodes de répartition équitable est venue, en effet, de la Constitution des États-Unis, qui précise que les sièges à la Chambre des représentants doivent être répartis entre les États proportionnellement à leur population, mais sans préciser comment. Diverses méthodes ont été proposées par des hommes d’État, tels Alexander Hamilton, Thomas Jefferson, ou encore Daniel Webster. Certaines des méthodes de répartition découvertes aux États-Unis ont été redécouvertes en Europe au XIXe siècle, en même temps qu’étaient mis au point les systèmes de représentation proportionnelle. Plusieurs méthodes identiques ont ainsi des noms différents : la méthode de Sainte-Laguë est également appelée méthode de Webster.
La même situation a pu être observée pour le scrutin à vote unique transférable, qui a été conçu par Carl Andrae au Danemark en 1855, mais aussi en Angleterre par Thomas Hare en 1857. Leurs découvertes peuvent ou non avoir été indépendantes l’une de l’autre. Les premières élections recourant à ce système ont eu lieu au Danemark en 1856, puis en Tasmanie en 1896 après que son utilisation a été encouragée par Andrew Inglis Clark. La représentation proportionnelle a quant à elle commencé à se généraliser en Europe au début du XXe siècle, la Belgique étant la première à la mettre en œuvre en 1900. Depuis, les systèmes proportionnels ou mixtes sont utilisés dans une majorité de démocraties, les pays anglo-saxons faisant toutefois figure d’exceptions.

### La renaissance des scrutins majoritaires

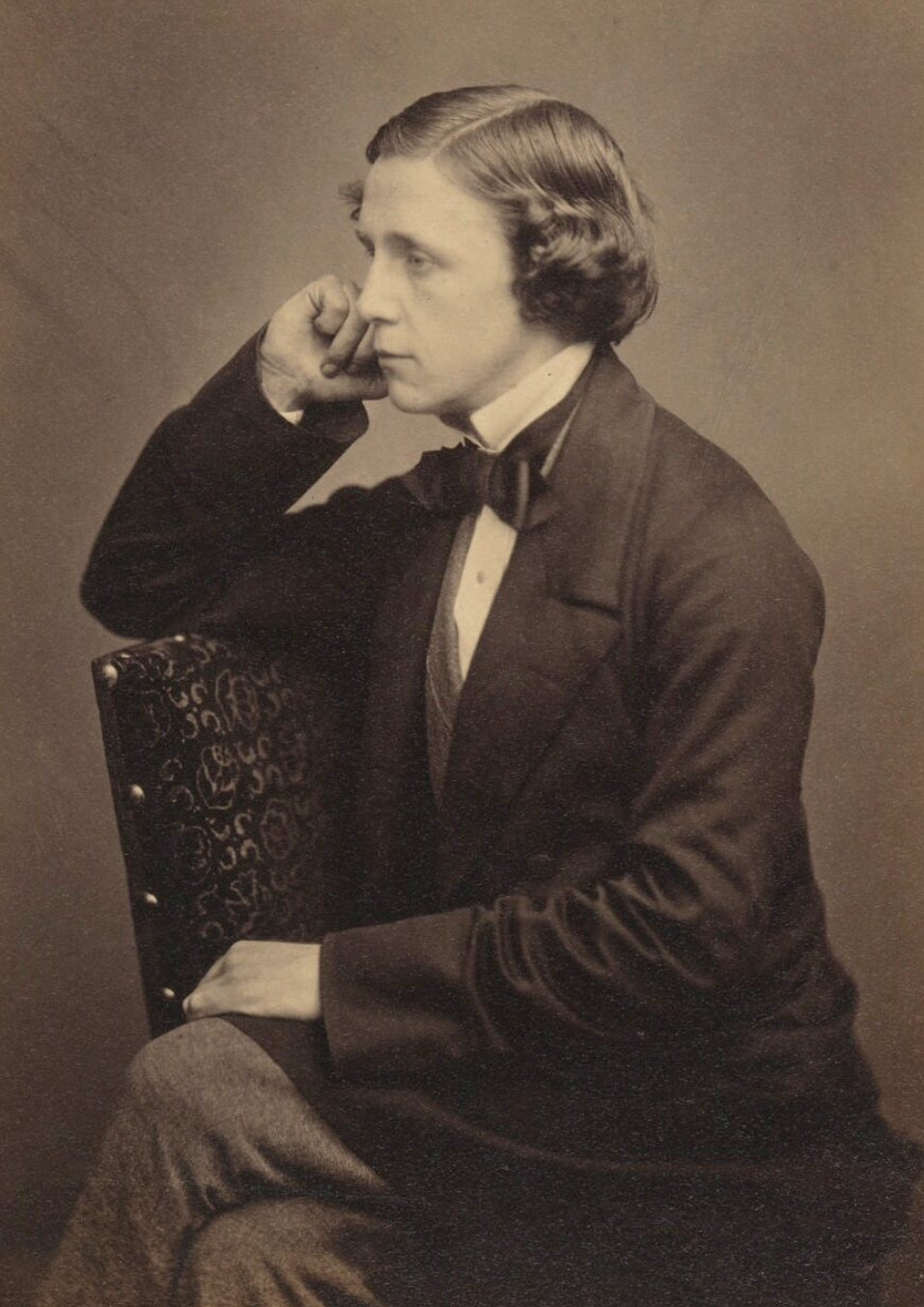
Lewis Carroll (autoportrait).

Peut-être influencés par l'évolution rapide des multiples méthodes consacrant plusieurs gagnants, les théoriciens ont commencé à publier de nouvelles conclusions sur les méthodes à un seul vainqueur à la fin du XIXe siècle. Cela a commencé vers 1870, quand William Robert Ware a proposé d'appliquer un nouveau type de système à un seul vainqueur à des élections, proche du vote alternatif. Peu de temps après, des mathématiciens ont commencé à revoir les idées de Condorcet et à inventer de nouvelles méthodes pour compléter ses analyses. Edward John Nanson a ainsi combiné le nouveau vote alternatif à la méthode Borda dans le but de concevoir une nouvelle méthode de Condorcet appelée « méthode de Nanson ». Charles Dodgson, mieux connu sous le nom de Lewis Carroll, a publié des brochures sur la théorie du vote, en se concentrant en particulier sur les méthodes Condorcet. Il a introduit l'utilisation de matrices de Condorcet pour analyser les élections, bien que cela ait aussi déjà été présenté sous une certaine forme par Ramon Llull.
Des systèmes de vote à préférence multiple ordonnée ont plus tard été mis en application. En Australie, le vote alternatif a été adopté pour la première fois en 1893, et continue à être utilisé aujourd'hui. Aux États-Unis, au début du XXe siècle, plusieurs municipalités ont commencé à utiliser la méthode Bucklin, mais les résultats n'étaient pas satisfaisants pour les électeurs. Ce système n’est plus du tout utilisé depuis, et a même été déclaré inconstitutionnel dans le Minnesota.

### Influence de la théorie des jeux
Après que John von Neumann et d'autres chercheurs ont mis au point le domaine mathématique de la théorie des jeux dans les années 1940, de nouveaux outils mathématiques, visant à analyser les systèmes de vote et leurs stratégies, font leur apparition. Cela a conduit à la découverte d'importants nouveaux résultats qui ont bouleversé le domaine de la théorie du vote. L'utilisation de critères mathématiques permettant d'évaluer les systèmes électoraux a été introduite par Kenneth Arrow, qui a démontré, avec son théorème d'impossibilité, que certains critères intuitivement désirables entraient en contradiction, pointant du doigt les limites inhérentes aux différents systèmes de vote basées sur les "préférences" individuelles.
Il est en effet impossible de dire que tel ou tel système de vote est LE système parfait, car certaines des caractéristiques, qui font qu'un système est bon, sont contradictoires. Si, par exemple, un candidat est extrêmement apprécié par la majorité des électeurs, mais aussi extrêmement haï par les autres, cela fait-il de lui un meilleur ou un pire candidat que celui qui serait modérément apprécié par tous ? Les systèmes électoraux ont chacun une vision différente de ce type de problème. Kenneth Arrow a reçu le prix de la Banque de Suède en sciences économiques en mémoire d'Alfred Nobel en 1972 pour avoir démontré, dans sa thèse de 1951, l'impossibilité de transformer des préférences individuelles qualitatives (des classements) en choix collectif sans violer au moins une des conditions suivantes :
- Le système de vote doit toujours aboutir.
- Toutes les éventualités doivent pouvoir se réaliser.
- Pas de dictature : le système ne doit pas tenir compte des choix d'un individu au détriment des autres.
- Les préférences individuelles sont des classements des options (pas d'intensité des préférences).
- Si un votant améliore le rang d'une option, cela ne doit jamais la désavantager.
- Ôter un candidat (autre qu'un gagnant) ne doit pas changer le résultat du vote.

En fait, tous les différents systèmes qui ne demandent pas aux électeurs d'indiquer une intensité de leur préférence pour les différents candidats violent de différentes façons ces conditions. Beaucoup trouvent que la méthode Condorcet reste suffisamment bonne, car elle ne viole que de façon mineure un critère parmi ceux jugés les moins importants. Le théorème d'Arrow est le plus cité comme résultat de l'étude du vote, et a inspiré plusieurs résultats significatifs tels que le théorème de Gibbard-Satterthwaite, qui démontre que le vote stratégique est inévitable dans certaines circonstances communes.
L'utilisation de la théorie des jeux pour analyser les modes de scrutin a également conduit à des découvertes sur les effets stratégiques émergents de certains systèmes. La loi de Duverger, qui montre que le scrutin majoritaire à un tour conduit souvent à un système bipartite, en est un bon exemple. Des recherches approfondies sur les aspects du vote dans la théorie des jeux, menées par Steven Brams et Peter Fishburn, les ont conduits à définir et à promouvoir l'utilisation du vote par approbation en 1977. Bien que le vote par approbation ait déjà été utilisé auparavant, il n'avait pas été cité ou considéré comme un objet d'étude universitaire.

### Développements contemporains
L'évolution politique constante des différents États pratiquant des élections poussent ceux-ci à modifier plus ou moins régulièrement leurs régimes électoraux. En fonction de la nature du régime, la préférence de celui-ci pour tel ou tel système peut varier. Dans une étude menée par André Blais et Louis Massicotte en 1997 sur 166 États, il a été mis en évidence que les modes de scrutins majoritaires à un tour et les différents systèmes de représentation proportionnelle sont les systèmes électoraux les plus couramment utilisés. Remarquons toutefois qu'en isolant les démocraties des autres formes de régimes, cette étude montre que la représentation proportionnelle est préférée par une majorité relative d'États (voir le tableau ci-dessous).
| Systèmes | 166 États      | 166 États             | Démocraties    | Démocraties           |
| Systèmes | Part des États | Part de la population | Part des États | Part de la population |
| -------- | -------------- | --------------------- | -------------- | --------------------- |
| SM1      | 36 %           | 50 %                  | 34 %           | 38 %                  |
| SM2      | 15 %           | 11 %                  | 8 %            | 6 %                   |
| RP       | 34 %           | 22 %                  | 44 %           | 33 %                  |
| Mixte    | 15 %           | 16 %                  | 13 %           | 22 %                  |

Une autre étude menée par David M. Farell en 2001, se concentrant sur 59 démocraties, peuplées d'au moins deux millions d'habitants et dont le degré de liberté politique atteint au moins 4.0 selon les critères de la Freedom House annual survey de 1999, offre des résultats différents. La représentation proportionnelle est cette fois utilisée par 49,2 % des États concentrant 18,4 % de la population totale concernée, tandis que les systèmes majoritaires à un et deux tours sont utilisés par 23,7 % des États pour 55,7 % de la population. Les systèmes mixtes sont quant à eux appliqués dans 27,1 % des États recouvrant 25,8 % de la population. On en déduit que près de la moitié des démocraties représentatives étudiées plébiscitent la RP tandis que les autres sont équitablement partagées entre systèmes majoritaires et mixtes, mais que les États fortement peuplés préfèrent encore les scrutins majoritaires (l'Inde et les États-Unis, notamment).
La théorie du vote est venue mettre l'accent sur les critères d'un système électoral presque autant que sur certains systèmes particuliers. Il est maintenant possible avec l'état des recherches de soutenir par un critère défini mathématiquement la plupart des descriptions d'un avantage ou d'une faiblesse dans un mode de scrutin. Des recherches récentes dans le domaine de la théorie du vote ont permis l'élaboration de nouveaux critères et de nouvelles méthodes de calcul visant à répondre à certains critères.
Parmi les éminents théoriciens de la théorie du vote contemporains, Nicolaus Tideman a officialisé les concepts stratégiques, tels que l'effet spoiler. Tideman a aussi conçu la méthode de classement par paires, une méthode Condorcet qui n'est pas soumise aux critères clones. Donald Gene Saari a quant à lui fait renaître l'intérêt pour les méthodes Borda avec les livres qu'il a publiés depuis 2001. Saari utilise des modèles géométriques de la position des systèmes électoraux pour promouvoir ses nouvelles méthodes.
La disponibilité accrue du traitement des données par ordinateur a encouragé la pratique de la méthode Condorcet avec rangement des paires par ordre décroissant, et des méthodes Schulze, qui permettent un classement des choix des plus populaires aux moins populaires.
L'avènement d'Internet a amplifié l'intérêt pour les systèmes électoraux. Contrairement à beaucoup d'autres domaines mathématiques, la théorie du vote est généralement assez accessible aux non-spécialistes, et de nouveaux résultats sont fréquemment découverts par des amateurs. C'est pourquoi de nombreuses découvertes récentes dans la théorie du vote proviennent non pas de documents publiés, mais de discussions informelles entre passionnés, sur des forums en ligne et des listes de diffusion.
L'étude des modes de scrutin a donné une nouvelle impulsion à l'idée de réforme électorale, plusieurs personnes proposant de remplacer les scrutins majoritaires par de nouvelles méthodes moins injustes. Diverses municipalités aux États-Unis ont commencé à adopter le vote alternatif dans les années 2000 et l'Etat du Maine l'a fait en 2018. La ville de Fargo (Dakota du nord) a adopté le vote par approbation en 2018, suivi par la ville de Saint Louis (Missouri) en 2020. La Nouvelle-Zélande a adopté la représentation proportionnelle pour les élections législatives en 1993 et le scrutin à vote unique transférable pour certaines élections locales en 2004. La province canadienne de Colombie-Britannique a tenu plusieurs référendum sur l'adoption du vote unique transférable ou un système mixte, le dernier en 2018, mais ces consultations ont confirmé le statu quo. La province de l'Ontario a quant à elle organisé un référendum le 10 octobre 2007, sur l'opportunité d'adopter un système mixte proportionnel/majoritaire (les électeurs rejetteront cette proposition très critiquée par une partie de la classe politique canadienne à 63 %). En outre, en septembre 2007, le Nouveau Parti démocrate uni de la Corée du Sud a commencé le premier à utiliser des systèmes de vote mobiles pour ses primaires présidentielles. Une gamme encore plus large de systèmes de vote est maintenant diffusée dans les organisations non gouvernementales.

## Aspects théoriques
Les différents systèmes électoraux possèdent certains avantages et certains inconvénients. Pour déterminer le système de vote qui correspond le mieux à l'objectif de l'organisateur, ont été précisés des critères de systèmes de vote. Ils permettent de faciliter le choix de l'organisateur mais il n'existe aucun système de vote vérifiant tous les critères inventoriés.

### Justice mathématique d’un système électoral
La recherche d'un système juste (et donc, a priori, proportionnel) repose sur sa capacité à transposer efficacement les voix en sièges. D'après Pierre Martin, la justice d'un système électoral doit être appréciée sur la base de trois critères : l'indice de représentativité, la monotonie et la disproportionnalité.
L'indice de représentativité est le rapport entre les électeurs effectivement représentés, c'est-à-dire ayant voté pour un candidat élu ou pour une liste ayant reçu des sièges, et l'ensemble des électeurs. Reprenons les résultats fictifs utilisés précédemment :
|         | Voix    | %      |
| Parti A | 49 000  | 41,5 % |
| Parti B | 38 000  | 32,2 % |
| Parti C | 22 000  | 18,6 % |
| Parti D | 9 000   | 7,6 %  |
| TOTAL   | 118 000 | 100 %  |

Si le mode de scrutin employé est de type majoritaire à un tour, seul le candidat du Parti A sera élu (ou seule sa liste aura des sièges). La représentativité du résultat est donc de 41,5 %. Si au contraire on répartit 8 sièges entre les différentes listes avec la méthode d'Hondt de la plus forte moyenne, A obtiendra quatre sièges, B trois, C un et D aucun. La représentativité est ici de 92,4 %. Cet indice est très utile pour différencier un vrai système proportionnel d'un autre qui le serait par hasard, comme celui de la Chambre des représentants des États-Unis, où la répartition des sièges est très proche de celle des suffrages des électeurs. Pourtant ses membres sont tous élus au scrutin majoritaire uninominal à un tour. En réalité, la proportionnalité globale est forte mais l'indice de représentativité faible, ce qui permet de le différencier d'un véritable mode de scrutin proportionnel.
La monotonie d'un mode de scrutin correspond à sa capacité à respecter dans la répartition des sièges l'ordre dans lequel sont arrivés les différents partis en nombre de voix. Si tel parti obtient plus de voix qu'un autre, il apparaît juste que le premier obtienne plus de sièges que le second. L'exemple des élections législatives britanniques de 1951, abordé dans la partie sur les scrutins majoritaires, permet d'affirmer, par exemple, que le mode de scrutin uninominal majoritaire à un tour n'a pas du tout été monotone. Notons enfin qu'il est bien plus grave d'inverser l'ordre en sièges par rapport à l'ordre en voix pour les grands partis que pour les partis plus petits.
La disproportionnalité d'un système à une élection a été pour la première fois mesurée par des indices mis au point en 1882 par Victor D'Hondt puis en 1910 par André Sainte-Laguë. Le premier proposa de mesurer le maximum du rapport entre la proportion des sièges et la proportion des voix d'un même parti, tandis que le second proposa de calculer la somme, sur l'ensemble des partis, des carrés des différences entre la proportion de sièges reçus et celle des votes obtenus. Pour D'Hondt, il s'agissait d'abaisser le rapport maximum entre la proportion des sièges et celle des voix, et pour Sainte-Laguë, il fallait chercher à minimiser l'écart entre ces deux proportions.
Admettons que dans notre exemple évoqué précédemment, les Partis A et B ne forment plus qu'un seul parti, même chose pour C et D. On obtiendrait alors les résultats suivants dans une circonscription donnée : 73,7 % pour le Parti AB et 26,3 % pour le Parti CD. Si deux sièges sont à pourvoir, la méthode d'Hondt les attribuera tous les deux au Parti AB, tandis que la méthode de Sainte-Laguë en donnera un à chacun des deux partis. Dans le premier cas, la représentativité est de 73,7 % et dans le second, elle est évidemment de 100 %. Par contre la méthode d'Hondt s'avère être plus monotone. Ces deux méthodes correspondent en fait à deux visions bien différentes de la disproportionnalité : la méthode d'Hondt cherche à éviter que beaucoup d'électeurs soient représentés par peu d'élus, tandis que celle de Sainte-Laguë tente de remédier au problème des électeurs non représentés. D'autres indices ont été proposés depuis, le plus abouti étant pour l'instant celui des moindres carrés de M. Gallaguer :
Où V et S représentent respectivement la part de voix et la part de sièges obtenues par chaque parti i.
Les indices synthétiques de disproportionnalité, pour utiles qu'ils soient, ne distinguent pas entre les deux directions d'écart à la proportionnalité stricte, la répartition des sièges pouvant être soit excessivement inégalitaire par rapport à l'exigence de proportionnalité (cas classique des représentations législatives partiellement majoritaires), soit excessivement égalitaire par rapport à cette exigence (cas de la proportionnalité dite dégressive, en place par exemple dans la représentation des différents pays au Parlement européen). En réalité, l'application à la question de la représentation du principe aristotélicien identifiant justice et proportionnalité ne résiste pas à l'analyse et, pour évaluer la plus ou moins grande "justice" d'un système de représentation, il convient d'une part de préciser les principes de justice que l'on convoque et d'autre part la réalité du fonctionnement de l'assemblée.

### Correspondance entre les modes de scrutin
De manière générale, lorsqu'un seul siège est à pourvoir dans une même circonscription, plusieurs correspondances entre les modes de scrutin peuvent logiquement être observées. Par exemple, la représentation proportionnelle appliquée dans ce cas de figure se mue en scrutin majoritaire uninominal, avec des propriétés différentes en fonction du système de calculs utilisé. De la même façon, un mode de scrutin plurinominal devient de facto uninominal en pareilles circonstances.
Les scrutins uninominaux correspondent donc à la fois à l'application la moins proportionnelle des systèmes proportionnels, et l'application la moins majoritariste des systèmes majoritaires. C'est la magnitude minimum, réduite à 1, qui provoque pareil phénomène. Le tableau suivant permet d'y voir plus clair :
| Scrutins majoritaires plurinominaux | Scrutins majoritaires uninominaux | Systèmes proportionnels           |
| ----------------------------------- | --------------------------------- | --------------------------------- |
| Plurinominal à un tour              | Uninominal à un tour              | Vote cumulatif, vote limité et RP |
| Plurinominal alternatif             | Uninominal alternatif             | Vote unique transférable          |
| Plurinominal à deux tours           | Uninominal à deux tours           |                                   |

En passant de la première à la seconde colonne, on est dans une logique majoritaire, mais la proportionnalité augmente au fur et à mesure que la magnitude diminue. En passant de la seconde à la troisième colonne, on passe dans une logique proportionnelle, et pourtant la proportionnalité diminue en même temps que la magnitude diminue. On en déduira :
- que tous les systèmes proportionnels, en dehors du vote unique transférable, correspondent au scrutin uninominal majoritaire à un tour ;
- que le vote cumulatif et le vote limité sont proportionnels puisque leur proportionnalité diminue avec la magnitude, d'où leur classification dans la catégorie des systèmes pré-proportionnels ;
- que les systèmes proportionnels contraignant à une attribution des sièges directement après le premier vote, ils ne peuvent correspondre à des modes de scrutin majoritaire à plusieurs tours, quels qu'ils soient ;
- que les systèmes à classement préférentiel des candidats correspondent bien les uns aux autres.

Ces quatre remarques démontrent que si les modes de scrutin sont tous très variés et très différents les uns des autres, ils convergent au fond vers le même objectif, élire des représentants pour former une majorité et soutenir un gouvernement.

### Le débat entre scrutin majoritaire et représentation proportionnelle

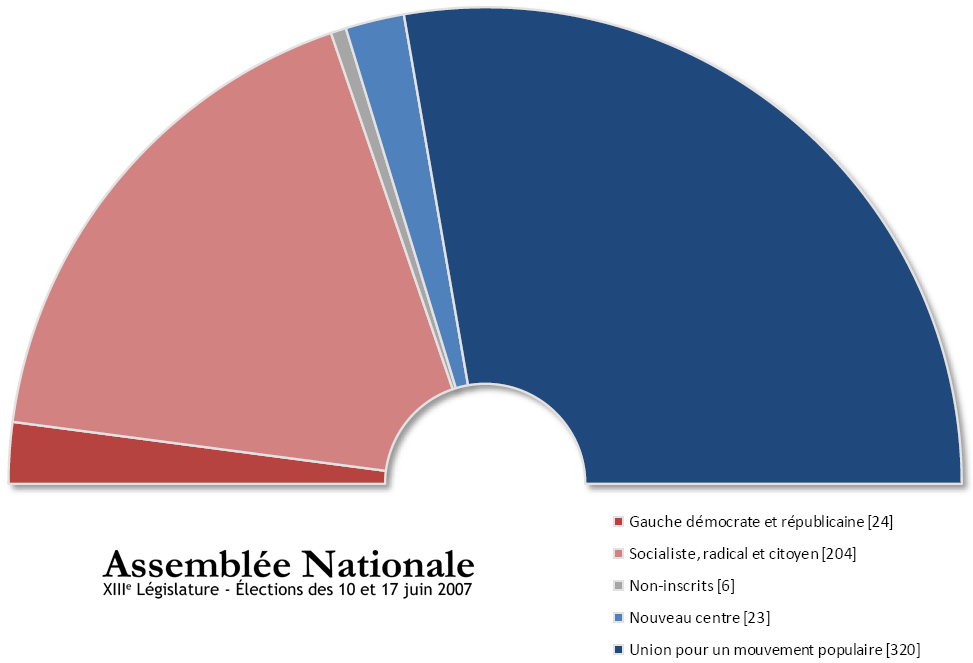
Composition de l'Assemblée nationale française à l'issue des élections législatives de 2007 : l'élection des députés au scrutin majoritaire permet la formation de majorité uniforme, capable de gouverner sans partage durant toute la législature. La représentation ne correspond que très inexactement aux suffrages exprimés. Les grandes formations, ayant exclu les autres du pouvoir, justifient ce type de scrutin par la stabilité qu'il apporte.

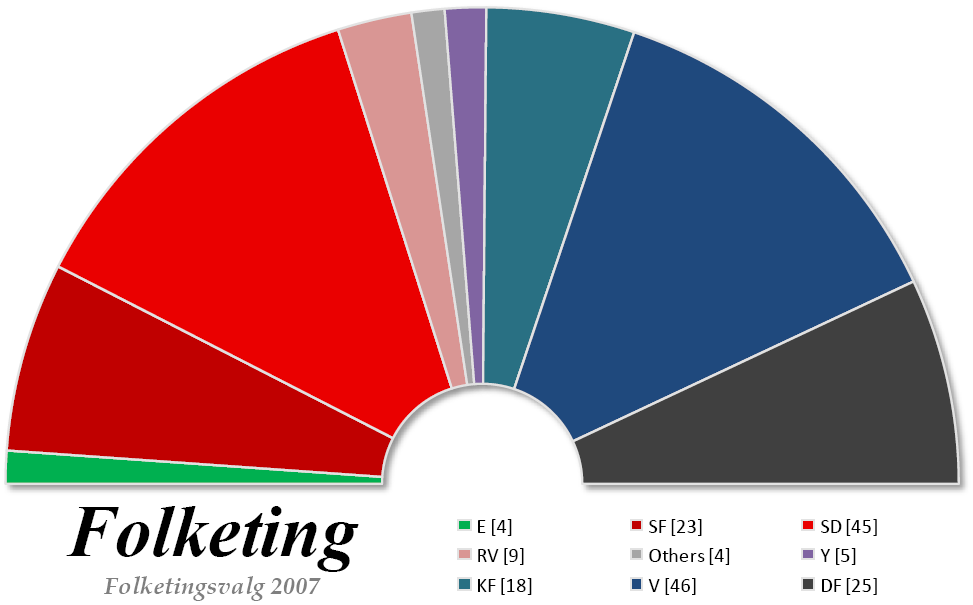
Composition politique du Folketing à l'issue des élections législatives danoises de 2007. Le système très proportionnel d'élection des députés a entraîné la formation d'un gouvernement minoritaire (V, KF), soutenu par une majorité étroite (V, KF, DF et un député non inscrit) à la suite de tractations et d'accords entre les différents partis. La représentation du vote populaire est quasi parfaite mais les risques d'instabilité ministérielle ne sont pas à écarter.

Les défenseurs de la représentation proportionnelle défendent généralement la justice de ce système électoral, qui permet une représentation plus ou moins exacte en sièges du poids en voix d'un parti ou d'une coalition politique. Face à cet argument de bon sens, les partisans des scrutins majoritaires insistent souvent sur la nécessité d'accorder au régime politique une stabilité indispensable à sa continuité. Cela les amène dès lors à affirmer que le mode de scrutin influence directement l'électorat, notamment via le principe du « vote utile ». En avantageant les grands partis lors de la répartition des sièges et en permettant, en principe, au parti ayant rassemblé le plus de voix d'obtenir une majorité absolue de représentants, les scrutins majoritaires aboutissent à la formation d'un gouvernement unicolore logiquement plus stable qu'un gouvernement de coalition.
Pour les défenseurs des scrutins majoritaires, le système politique idéal serait un système bi-partisan, avec une alternance politique possible uniquement entre deux grands partis, l'un ou l'autre disposant d'une majorité absolue de représentants au parlement. Les pays anglo-saxons, et tout particulièrement les États-Unis, ont plus ou moins réalisé cet idéal. À l'inverse, pour les partisans de la représentation proportionnelle, un bon système politique est un système au sein duquel les sièges au parlement, mais aussi le pouvoir sont partagés, en encourageant la formation de gouvernements de coalition. L'Allemagne et les pays scandinaves sont sans aucun doute les meilleurs exemples de ce type de système, avec en plus une tendance à la bipolarisation des forces politiques permettant une véritable alternance gouvernementale.
Dans d'autres pays, le principe de la coopération a été poussé à son paroxysme, comme la Suisse de 1919, date de l'instauration d'un système proportionnel, au 13 décembre 2007, date à laquelle l'Union démocratique du centre est passée dans l'opposition. Les principaux partis suisses se sont en effet très tôt mis d'accord pour se partager systématiquement les responsabilités gouvernementales. Cela a eu pour conséquence l'effondrement de la participation électorale à environ la moitié des électeurs inscrits, les élections n'ayant plus pour réel objectif que de tester la légitimité des différents partis au pouvoir. Même scénario au Liechtenstein, où les deux partis représentés au parlement se partagent le pouvoir depuis 1938, le plus fort obtenant le poste de chef du gouvernement et un plus grand nombre de ministères. On remarquera au passage que le nombre de partis représentés influence grandement les enjeux de cette stratégie de partage du pouvoir. On ne peut également s'empêcher de constater que, comme cela a été le cas en Autriche et en Suisse récemment, une radicalisation des partis de droite peut aboutir à une percée électorale de ces derniers et à un bouleversement brutal du mode de fonctionnement du système politique. Le retour à l'alternance bipolaire en Autriche a toutefois contribué à la régression de l'extrême droite à partir de 2002,.
La représentation proportionnelle n'est donc pas synonyme d'instabilité ministérielle ni même de morcellement du paysage politique. Comme cela a été vu précédemment, il en va de même pour les scrutins majoritaires, qui ne garantissent pas forcément une forte polarisation politique et une bonne stabilité ministérielle. C'était même tout à fait l'inverse en France sous la Troisième République. Dans un cas de figure comme dans l'autre, les modes de scrutin produisent en réalité des effets qui dépendent largement de la nature du système politique dans le pays au sein duquel ils sont utilisés.
Au-delà des problèmes de justice de la représentation électorale et des préoccupations liées à la stabilité gouvernementale, on constate souvent que les défenseurs de la représentation proportionnelle d'une part, des scrutins majoritaires d'autre part, ont deux conceptions bien différentes de la vie politique. Les scrutins majoritaires correspondent en effet à des logiques d'affrontement tandis que les scrutins proportionnels sont plus tournés vers la coopération. Dans n'importe quel système politique démocratique, les phénomènes d'affrontement et de coopération sont présents, mais on constate que dans la grande majorité des cas, le mode de scrutin amplifie l'un ou l'autre de ces phénomènes. C'est donc aussi l'influence du mode de scrutin sur le système politique qui va déterminer les contours du débat tournant autour de cette question dans une démocratie représentative donnée.

### Influence du mode de scrutin sur le système politique

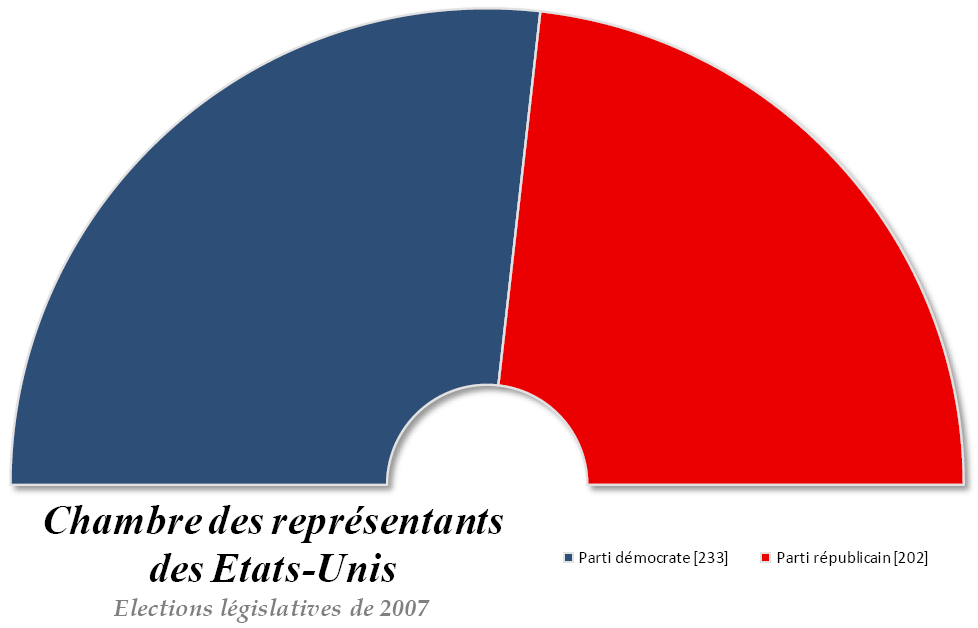
La Chambre des représentants des États-Unis en 2007 : le bipartisme « idéal » entretenu par le scrutin uninominal majoritaire à un tour.

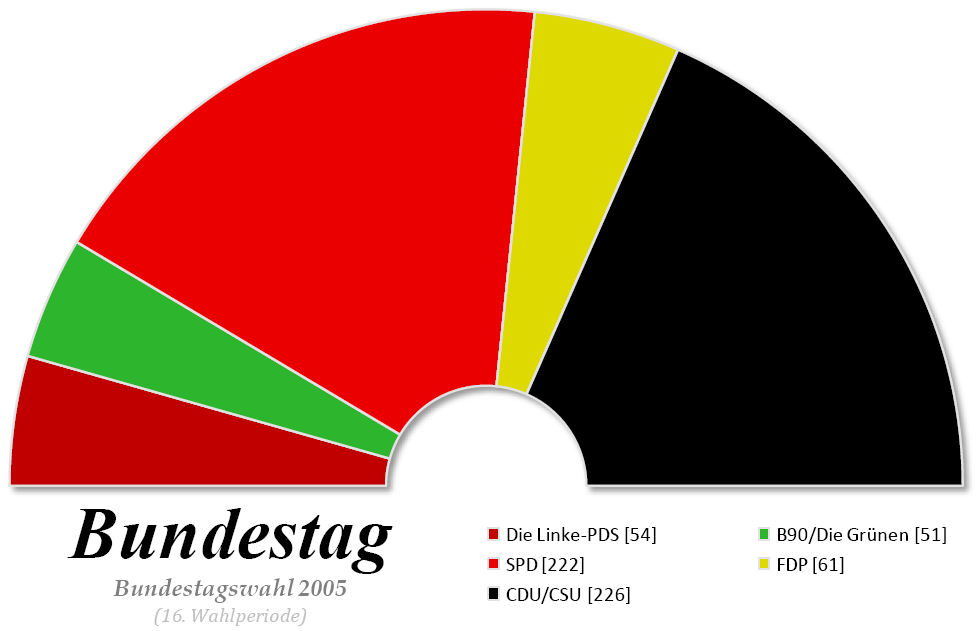
Le Bundestag allemand en 2005 : le pluripartisme entretenu par la représentation proportionnelle.

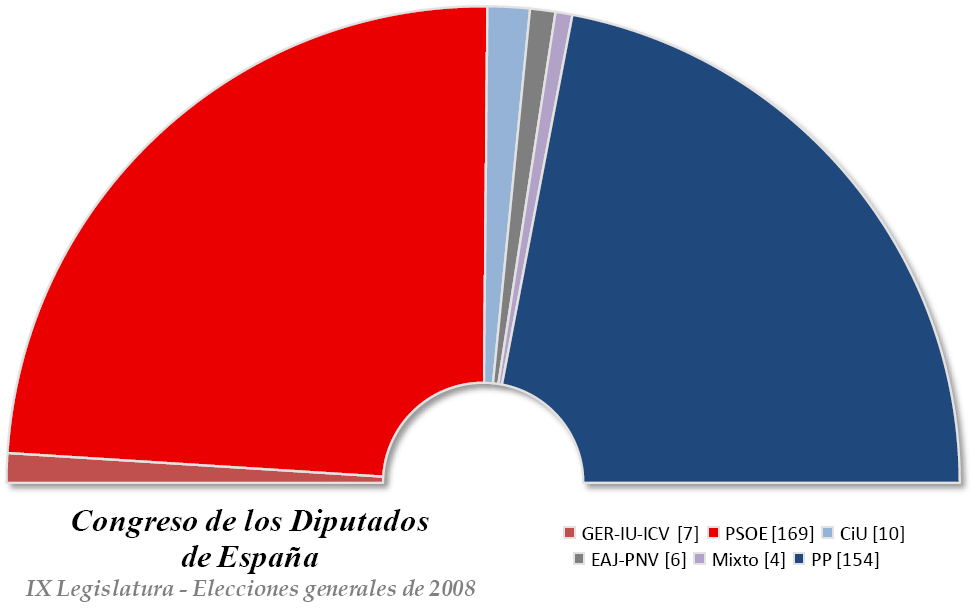
Le Congrès des députés espagnol en 2008 : un bipartisme relatif alors que les députés sont tous élus à RP.

Les analystes de la politique, au fur et à mesure que la diversité des modes de scrutin s'amplifiait, ont fini par noter que ces derniers ont des effets sur le système politique qui transcendent largement la transformation des voix en sièges. Les stratégies des différentes formations politiques concurrentes et le comportement des électeurs jouent également des rôles pouvant être déterminants.
Le politologue Maurice Duverger a synthétisé l'ensemble de ces analyses et en a conclu qu'elles répondent à trois « lois » fondamentales :
- La représentation proportionnelle tend à un système de partis multiples, rigides, indépendants et stables (des mouvements passionnels pouvant toutefois bouleverser cette logique).
- Le scrutin majoritaire uninominal à un tour tend à un système dualiste, avec alternance de grands partis ou coalitions indépendants les uns des autres.
- Le scrutin majoritaire uninominal à deux tours tend à un système de partis multiples, souples, relativement stables et fortement dépendants les uns des autres, tout en conservant la logique du dualisme (notamment via l'exclusion de la représentation des partis moyens n'ayant pas d'alliés suffisamment puissants).

Duverger a donc présenté les systèmes partisans comme une simple production des modes de scrutin. Ses conclusions ont été vivement critiquées par plusieurs autres analystes politiques. À titre d'exemple, Georges Lavau pense au contraire que la sociologie et l'histoire d'un pays influencent eux aussi considérablement son système politique, le mode de scrutin n'occupant qu'une place secondaire au sein des facteurs explicatifs. L'entretien du débat a ensuite amené Duverger à nuancer ses propos. De manière générale, les caractères des systèmes partisans répondent aux logiques évoquées par ces deux analyses.
On a parfois tendance à surestimer l'influence des systèmes électoraux d'un pays sur son système partisan. S'il paraît évident que la justice plus ou moins grande de la représentation des différentes forces politiques qu'ils permettent a un réel impact sur la composition politique des assemblées et sur les systèmes d'alliances des partis politiques, les modes de scrutin n'influencent pas directement la structuration des systèmes partisans. Quant à la répartition des votes, cette influence est souvent trop faible pour être déterminante. Comme l'a justement affirmé Pierre Martin, « les modes de scrutins peuvent fabriquer des majorités parlementaires, pas des systèmes partisans », allant ainsi à l'encontre de l'opinion de nombreux défenseurs des systèmes majoritaires.
D'après Arend Lijphart, il est plus exact de parler de correspondances entre les systèmes partisans et les systèmes électoraux, plutôt que d'affirmer que les seconds conditionnent les premiers. Par exemple, le scrutin majoritaire uninominal à un tour correspond souvent à des systèmes bipartisans, tandis que les systèmes majoritaires à préférences multiples ordonnées ou à deux tours font intervenir le jeu des alliances entre les partis, correspondant donc plutôt à des systèmes bipolarisés. Dans le premier cas, les alliances électorales prennent la forme de répartitions de candidats de différents partis, membres d'une même alliance, dans différentes circonscriptions. Dans le second cas, des accords de désistements entre candidats membres de partis alliés sont passés entre les deux tours, en plus du système de répartition de circonscriptions dès le premier tour. Les systèmes proportionnels, bien moins contraignants, amènent les différents partis politiques, même s'ils sont alliés, à se présenter séparément devant les électeurs (exception faite du système de Hare). Les exemples illustrés ci-contre permettent de valider cette analyse tout en y apportant une contradiction avec l'exemple espagnol.
L'impact des systèmes électoraux sur la stabilité d'un système politique donné ne va pas non plus de soi. Les scrutins majoritaires allant forcément de pair avec la stabilité gouvernementale et les scrutins proportionnels allant systématiquement dans le sens inverse est un raisonnement faux qui a déjà été contredit par l'histoire d'innombrables fois. La stabilité ministérielle dépend bien plus de la structuration idéologique du système partisan et de certaines règles du parlementarisme, comme le montrent particulièrement bien les exemples français et italiens. À la fin de la Troisième République française, l'instabilité ministérielle était devenue la règle, alors que les députés étaient tous élus au scrutin majoritaire uninominal à deux tours (exception faite de courtes périodes au cours desquelles ont été utilisés des systèmes mixtes, comme en 1919). La situation était en tous points comparable à celle de la Quatrième République qui lui succédera, alors que les membres de l'Assemblée nationale étaient élus à la représentation proportionnelle puis via un système mixte à partir de 1951. Le mode de scrutin n'a donc en aucun cas été un facteur déterminant de l'inefficacité de ces régimes. La puissance du Parti communiste français, alors aligné sur la politique de l'URSS de Staline, sous la Quatrième République permet en outre de douter que le scrutin majoritaire eut été vraiment apte à garantir un bon fonctionnement du régime, en donnant, par exemple, une majorité de députés au PCF. La proportionnelle intégrale en vigueur sous la république allemande de Weimar a également longtemps empêché les nazis de devenir majoritaires au Reichstag, malgré leurs excellents résultats électoraux au début des années 1930. On peut dans ces conditions difficilement affirmer qu'un système soit forcément meilleur qu'un autre.
En revanche, il est important de noter, comme le souligne Pierre Martin, que les systèmes majoritaires correspondent à des systèmes politiques valorisant la concurrence et l'affrontement, tandis que les systèmes proportionnels correspondent plutôt à des systèmes politiques valorisant la coopération, sans pour autant être incompatibles avec des systèmes politiques bipolarisés (Suède, Danemark). À titre d'exemple, le choix de la représentation proportionnelle par l'Afrique du Sud à partir de 1994 correspondait à un souhait de formation d'un gouvernement d'union nationale. Au sortir de l'apartheid, ce pays avait besoin d'un système favorisant la coopération plutôt que le conflit.

### Articles connexes

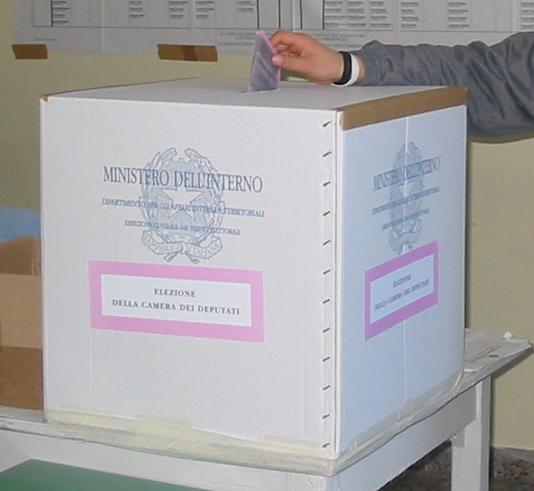
Cette urne électorale utilisée pour les élections générales italiennes de 2008 (législatives), est indispensable au bon fonctionnement des systèmes électoraux. On y glisse une enveloppe contenant un bulletin de vote qu'on introduit dans cette même enveloppe, caché dans un isoloir, pour garantir le secret du vote